# Racismo científico

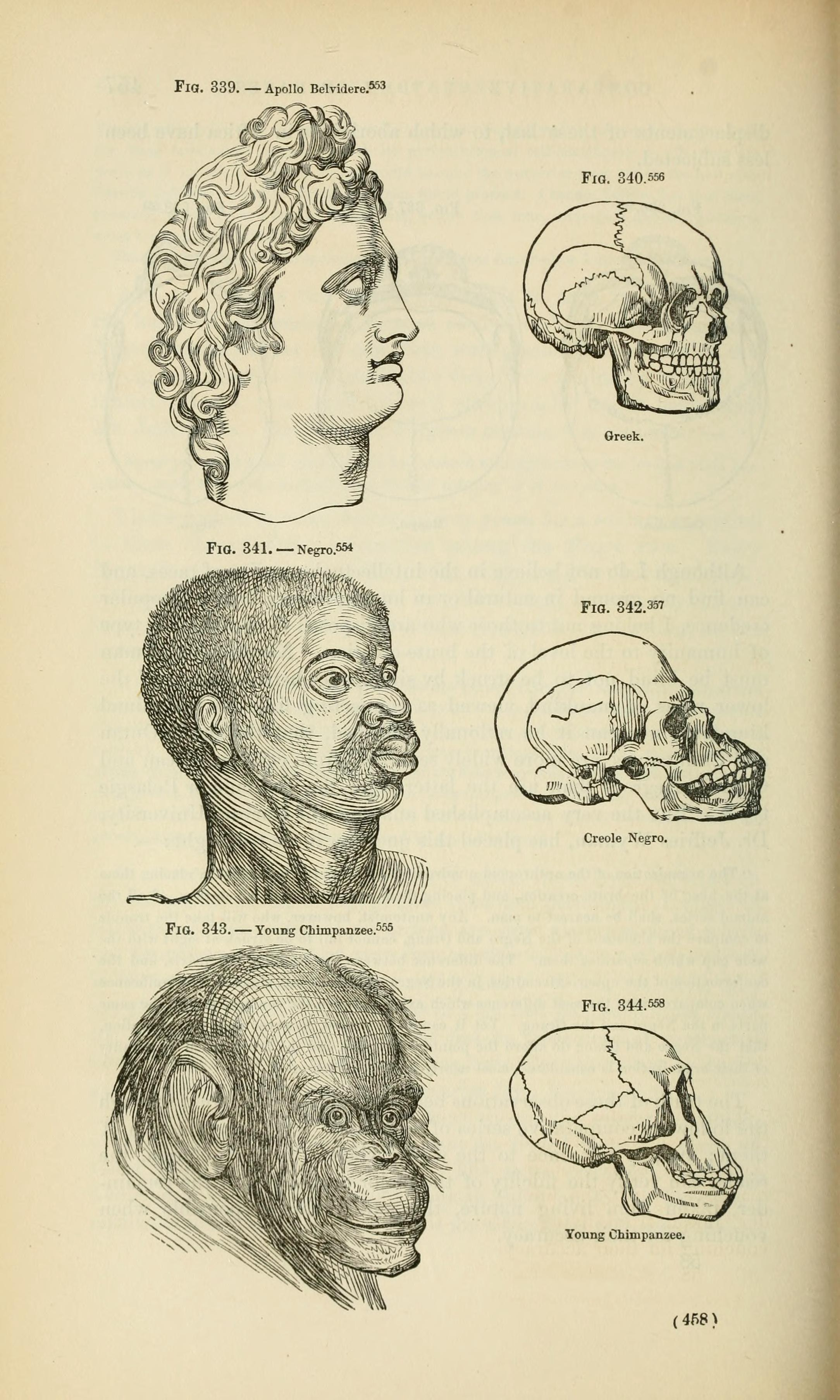
Ilustración de Tipos de humanidad (1854), cuyos autores Josiah Clark Nott y George Robins Gliddon dieron a entender que los "negros" eran una creación clasificada entre "griegos" y chimpancés

El racismo científico, a veces denominado racismo biológico, es la creencia pseudocientífica de que existen pruebas empíricas que apoyan o justifican el racismo (la discriminación racial), la inferioridad racial o la superioridad racial. Históricamente, el racismo científico gozaba de credibilidad en toda la comunidad científica, pero ya no se considera científico.  La división de la humanidad en grupos biológicamente distintos se denomina a veces racialismo, realismo racial o ciencia de la raza por parte de sus defensores. El consenso científico moderno rechaza este punto de vista por ser irreconciliable con la investigación genética moderna.
El racismo científico emplea la antropología (especialmente la antropología física), la antropometría, la craneometría y otras disciplinas o pseudodisciplinas, para proponer tipologías antropológicas que apoyen la clasificación de las poblaciones humanas en razas humanas físicamente diferenciadas, algunas de las cuales podrían afirmarse como superiores o inferiores a otras. El racismo científico fue común durante el período que va desde el siglo XVII hasta el final de la Segunda Guerra Mundial. Desde la segunda mitad del siglo XX, el racismo científico ha sido criticado por considerarlo obsoleto y desacreditado, pero se ha seguido utilizando para apoyar o validar visiones racistas del mundo, basadas en la creencia en la existencia y la importancia de las categorías raciales y en una jerarquía de razas superiores e inferiores.
Tras el final de la Segunda Guerra Mundial, se denunció formalmente el racismo científico en la teoría y en la acción, especialmente en la temprana declaración antirracista de la Unesco "la cuestión racial" del año 1950: "Hay que distinguir el hecho biológico de la raza y el mito de la 'raza'. A efectos sociales prácticos, la "raza" no es tanto un fenómeno biológico como un mito social. El mito de la "raza" ha creado una enorme cantidad de daños humanos y sociales. En los últimos años, se ha cobrado un alto precio en vidas humanas y ha causado un sufrimiento incalculable". Desde entonces, los avances en genética evolutiva humana y antropología física han llevado a un nuevo consenso entre los antropólogos de que la raza humana es un fenómeno sociopolítico más que biológico.
El término racismo científico suele utilizarse de forma peyorativa cuando se aplica a teorías más modernas, como las de The Bell Curve. Los críticos sostienen que esas obras postulan conclusiones racistas, como una conexión genética entre raza e inteligencia, que no están respaldadas por las pruebas disponibles. Publicaciones como Mankind Quarterly, fundada explícitamente como una revista "consciente de la raza", se consideran generalmente plataformas de racismo científico porque publican interpretaciones marginales de la evolución humana, la inteligencia, la etnografía, el lenguaje, la mitología, la arqueología y la raza.

## Antecedentes

### Pensadores del clasicismo
Benjamin Isaac, en The Invention of Racism in Classical Antiquity (2006), reporta que el racismo científico tiene sus raíces en la antigüedad grecorromana. Un ejemplo clásico es tratado Sobre los aires, aguas y lugares del siglo V a. C. por Hipócrates, sobre las cuales Pseudo Aristóteles dijo
La idea de que la gente oscura son cobardes y personas claras son luchadores valientes se encuentra en Sobre los aires, aguas y lugares.

Por otra parte, los hindúes antiguos consideraban a todos los extranjeros como bárbaros. El académico musulmán del siglo XI Al-Biruni escribió que los hindúes llaman impuros a los foráneos. Unos pocos siglos después, Dubois observa que los hindúes ven a los europeos como bárbaros totalmente ignorantes de los principios de honor y buena crianza. A los ojos de un hindú, un paria (marginado)  y un europeo están al mismo nivel.
Los chinos también veían a los europeos como criaturas repulsivas parecidas a fantasmas e incluso diablos. Los escritores chinos también se referían a los europeos como bárbaros.
Otro ejemplo es el escritor, arquitecto e ingeniero romano Vitruvio (70–25 a. C.), quien, con base en las teorías raciales del erudito griego estoico Posidonio (c. 135 – 51 a. C.), dijo
 ... aquellas razas más cercanas a la mitad del sur del eje son de menor estatura, con complexión morena, pelo rizado, ojos negros y poca sangre debido al Sol. Esta pobreza de sangre los hace más tímidos a enfrentarse a una espada... Por otra parte, hombres nacidos en países fríos están, en efecto, preparados para conocer el choque de armas con gran valentía y nada de timidez.

### Pensadores de la Ilustración
Durante la Edad de la Ilustración (una edad de c. 1650 a c. 1780), los conceptos de monogenismo y poligenismo se volvieron populares, aunque serían sistematizados epistemológicamente durante el siglo XIX. El monogenismo establece que todas las razas tienen un único origen mientras que el poligenismo es las ideas de que cada raza tiene un origen independiente. Hasta el siglo XVIII, las palabras "raza" y "especie" eran intercambiables.

#### Robert Boyle
Uno de los primeros científicos que estudió la raza fue Robert Boyle (1627–1691), un filósofo natural, químico, físico e inventor británico. Él creía en lo que lo que hoy en día llamamos 'monogenismo', esto es, que todas las razas, sin importar qué tan diversas, venían de la misma fuente, Adán y Eva. Boyle estudió varias historias de padres dando a luz a hijos albinos de diferente color por lo que concluyó que Adán y Eva eran originalmente blancos y que los caucásicos podían dar a luz a razas de diferentes colores. Las teorías de Robert Hooke e Isaac Newton sobre el color y la luz vía dispersión óptica en física también fueron extendidas por Robert Boyle a lo largo de discursos sobre poligénesis, especulando que a lo mejor estas diferencias se debían a "impresiones seminales". Sin embargo, los escritos de Boyle mencionaban que en esta época, para los "ojos europeos", la belleza no se medía tanto en color sino en "talla, simetría gentil de las partes del cuerpo y buenas facciones de la cara". Varios miembros de la comunidad científica rechazaron sus puntos de vista y los describieron como "perturbadores" o "divertidos".

#### Henri de Boulainvilliers
Henri de Boulainvilliers está considerado el primer teórico de las razas humanas. A principios del siglo XVIII retoma el mito aparecido en el siglo XVI del conflicto de las «dos razas»: la raza superior franca o germánica en lucha contra la raza inferior de los galos o galo-romanos.
Henri de Boulainvilliers, un partidario del "derecho de conquista", no entendía "raza" como algo biológicamente inmutable sino como un constructo cultural (racista) contemporáneo.[cita requerida] Su versión racial de la historia francesa no era completamente mítica: a pesar de hagiografías "de respaldo" y poesía épica como El Cantar de Roldán (La Chanson de Roland, c. siglo XII), él buscó legitimación científica al basar su distinción racial en la existencia histórica de gente genética y lingüísticamente distinguida de habla germánica y latina en Francia. Su racialismo teórico era diferente de los hechos biológicos manipulados del racismo científico del siglo XIX.[cita requerida] (cf. Relativismo cultural)

#### Voltaire

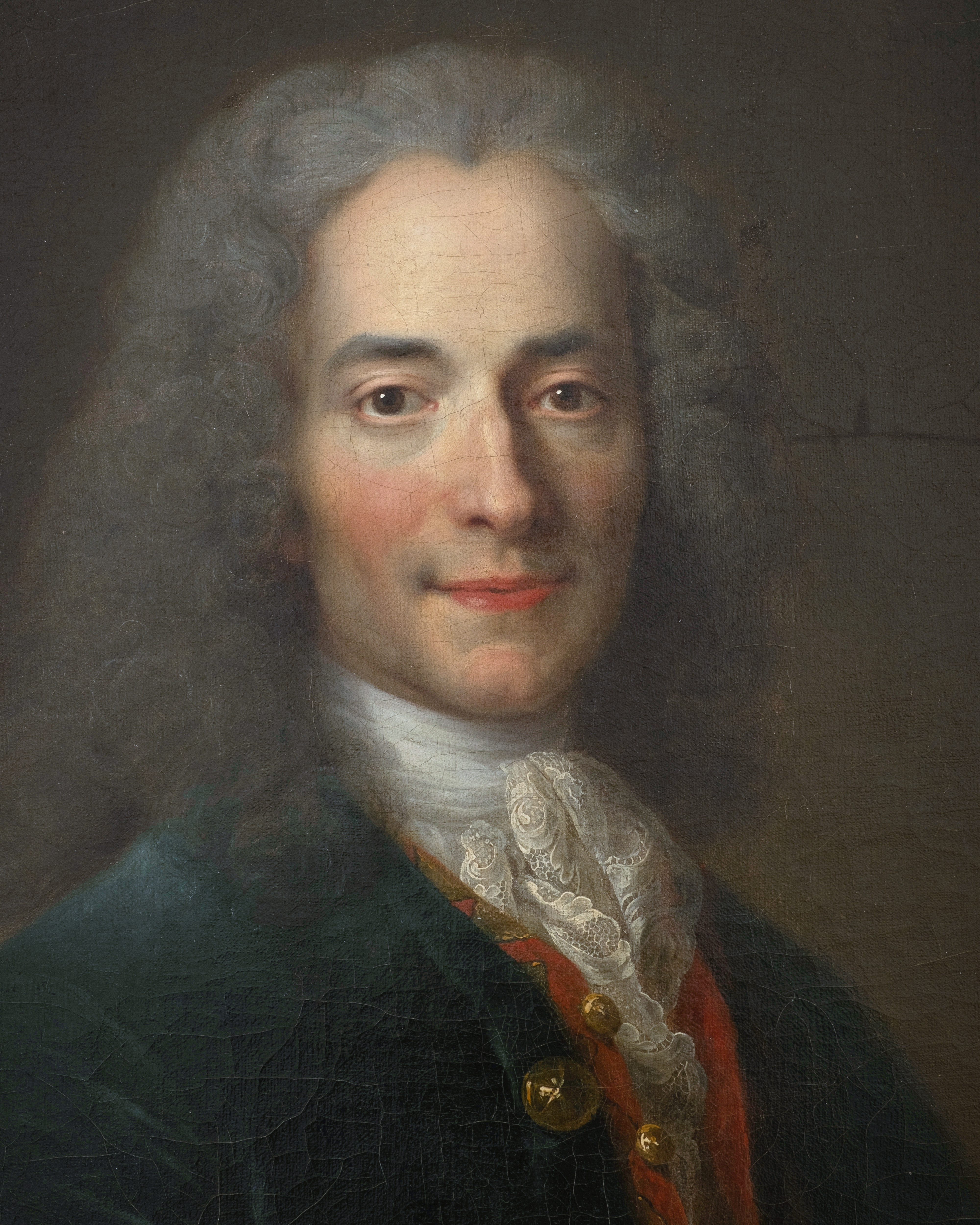
Voltaire

Voltaire (1694-1778) fue un escritor, historiador y filósofo francés de la Ilustración. Era poligenista: alguien que cree que cada raza tenía un origen independiente. Voltaire veía al monogenismo bíblico cómico al decir:
Es una pregunta seria si los africanos son descendientes de los monos o si los monos son descendientes de ellos. Nuestros hombres sabios han dicho que el hombre fue creado a imagen de Dios. Ahora bien, aquí está una preciosa imagen del Divino Creador: una nariz plana y negra con poca o casi nada de inteligencia. Una vez llegará, sin duda, el momento cuando estos animales sabrán cómo cultivar la tierra, embellecer sus casas y jardines y conocer los caminos de las estrellas: uno necesita tiempo para todo.
Al comparar caucásicos con negros, Voltaire hacía la similitud con diferentes razas de perros:
La raza negra es una especie de hombres diferentes a la nuestra como la raza spaniel lo es con respecto a el galgo inglés. La membrana mocosa, o red, la cual la Naturaleza ha extendido entre los músculos y la piel es blanca en nosotros y negra o color cobre en ellos.

#### Lord Kames
El abogado escocés Henry Home, Lord Kames (1696-1782) era un poligenista: él creía que Dios había creado diferentes razas en la Tierra en regiones separadas. En su libro Sketches on the History of Man de 1734, Home afirmaba que el ambiente, clima o estado de sociedad no podía ser responsable de las diferencias raciales por lo que las razas deben de venir de diferentes, independientes grupos.

#### Carlos Linneo

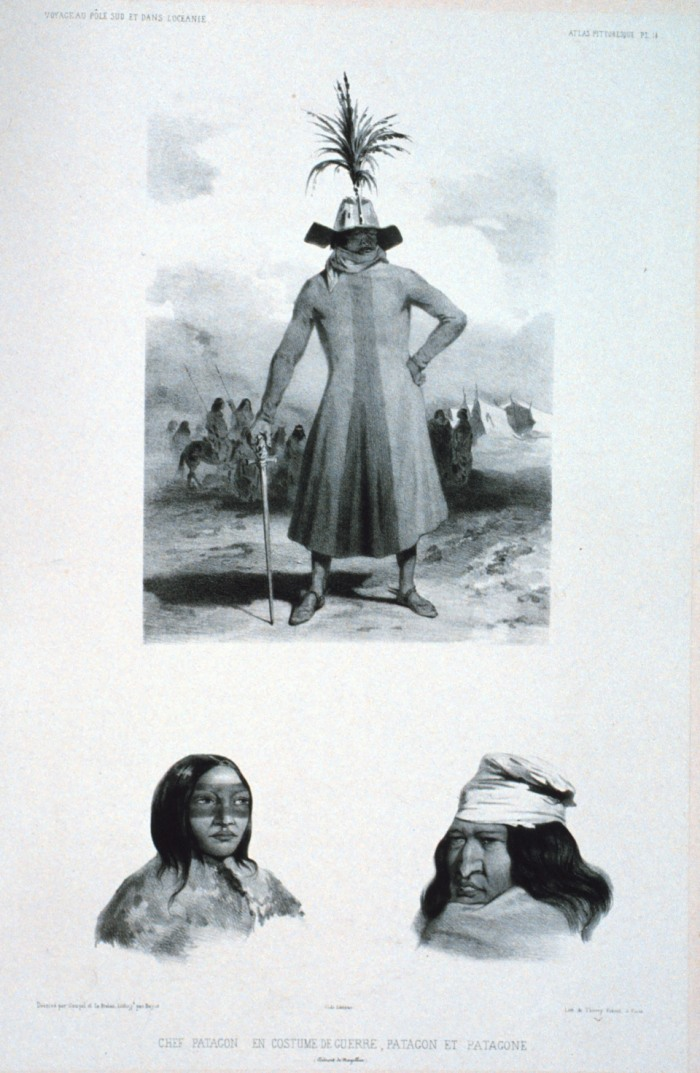
Homo monstrosus, o gigantes de la Patagonia, Voyage au pole sud et dans l'Océanie (Viaje kal polo sur y en Oceanía), por Jules Dumont d'Urville

Mientras, Carlos Linneo (1707–1778), el médico, botánico y zoólogo sueco, modificó las bases taxonómicas establecidas de nomenclatura binomial para fauna y flora y fue un investigador pionero en definir biológicamente a la raza humana. En Systema Naturae (1767), catalogó cinco "variedades" de especies humanas. Cada una fue descrita como poseedora de las siguientes características fisionómicas "variando por cultura y lugar".
- Los Americanus: rojo, colérico, justo; negro, erguido, cabello grueso; obstinado, celoso, libre; pintándose con líneas rojas y regulado por costumbres.[37]
- Los Europeanus: blanco, sanguíneo, browny; con abundante cabello largo; ojos azules; gentil, ingenioso, inventivo; cubierto con vestimenta cerrada; y regulado por costumbres.[38]
- Los Asiaticus: amarillo, melancólico, tieso; cabello negro, ojos oscuros; severo, arrogante, codicioso; cubierto con vestimenta suelta; y regulado por opiniones.[39]
- Los Afer o Africanus: negro, flemático, relajado; negro, cabello rizado; piel suave, nariz plana, labios inflamados; mujeres sin vergüenza; glándulas mamarias dan leche abundantemente; astuto, descuidado; se unta grasa; y regulado por la voluntad.[40]
- Los Monstrosus eran humanos mitológicos que no aparecieron en las primeras ediciones de Systema Naturae. Esta subespecie incluía al Homo feralis (Hombre feroz) de "cuatro pies, mudo, peludo"; el Juvenis lupinus hessensis (niño lobo de Hessen) criado por animales, el Juvenis hannoveranus (niño de Havelín), la Puella campanica (niña salvaje de Champaña), y el ágil pero débil de corazón Homo monstrosus (Hombre monstruoso): el gigante de Patagonia, el enano de los Alpes, y Khoikhoi (Hottentot).  En Amoenitates academicae (1763), Linneo presentó el mitológico Homo anthropomorpha (Hombre antropomórfico), criaturas humanoides como el troglodita, el sátiro, la hidra y el fénix incorrectamente identificados como criaturas símicas.[41]

Hay desacuerdos sobre lo que fue la base para los taxones humanos de Linneo'. Por el otro lado, la críticas más duras dicen que la clasificación no era solamente etnocéntrica sino parecía estar basada en el color de piel. Quintyn, por otra parte, señaló que algunos autores creen que la clasificación se basaba en distribución geográfica siendo basada cartográficamente y no jerárquicamente. El paleontólogo Stephen Jay Gould (1994) argumenta que los taxones "no estaban clasificados en el orden favorito de la mayoría de los europeos en la tradición racista" y que la división de Linneo fue influenciada por la teoría médica de los humores que decía que el temperamento de una persona se relacionaba a los fluidos biológicos. En la opinión de Kenneth A. R. Kennedy (1976), Linneus seguramente consideraba a su propia cultura mejor, pero sus motivos para clasificar a las variedades de humanos no se centraban en la raza. La Sociedad Linneana de Londres ha dicho que en la visión de Linneo, "la superioridad de los europeos reside en su "cultura," y que el factor decisivo de los taxones de Linneo era "cultura," no raza. Así, en este tema, ellos consideraban que la visión de Linneo era "eurocéntrica," argumentando que Linneo nunca incitó a acciones racistas y tampoco uso la palabra "raza", la cual fue introducida después "por su oponente francés, Buffon." El académico Stanley A. Rice está de acuerdo con que la clasificación de Linneo no intentaba "dar a entender la jerarquía de humanidad o superioridad" aunque críticos modernos ven su clasificación como obviamente estereotípica y errónea por haber incluido características antropológicas y no biológicas como son las costumbres o tradiciones.

#### John Mitchell
El doctor estadounidense colonial John Mitchell (1711–1768) realizó un estudio sobre el clima y la raza y escribió un libro en 1744 llamado An Essay upon the Causes of the Different Colours of People in Different Climates. En este libro, él afirma que la primera raza sobre la Tierra era de color café y rojo. Decía "que un color intermediario entre el café y rojo encontrado en los asiáticos e indios americanos" habían sido la "complexión original de la humanidad" y que las demás razas se derivaron de la raza original a lo largo de varias generaciones en diferentes climas.

#### David Hume
David Hume (1711–1776) escribió esta controvertida nota al pie de página que aparece en el original de su ensayo De los caracteres nacionales:

Me inclino por sospechar que los negros son por naturaleza inferiores a los blancos. Apenas ha habido nunca una nación civilizada de ese color de piel, y ni siquiera un individuo eminente en la acción o en la especulación. No existen entre ellos fabricantes ingeniosos, y no cultivan las artes ni las ciencias. Por otra parte, los más rudos y bárbaros de los blancos, como los antiguos germanos o los tártaros actuales, tienen sin embargo algo eminente: su valentía, su forma de gobierno o algún otro particular. Una diferencia tan uniforme y constante no podría darse a la vez en tantos países y épocas si la naturaleza no hubiese establecido una diferencia original entre estas estirpes humanas. Por no mencionar nuestras colonias, hay esclavos negros dispersos por toda Europa, de los que ninguno ha mostrado jamás ningún signo de ingenio, mientras que, entre nosotros, gente baja, sin ninguna educación, llega a distinguirse en todas las profesiones. En Jamaica se habla de un negro que es un hombre de talento. Pero es probable que se le admire por logros menores, como a un loro que llega a pronunciar algunas palabras inteligibles.

Debe tenerse en cuenta que esta forma de racismo era habitual en la cultura europea de la época de Hume. Podría haber sido un 'hijo de su época' en ese aspecto, o incluso, por la forma especulativa en que esta nota está escrita, podría haber aplicado un ejemplo de una de sus propias reflexiones sobre la causalidad, tratada más arriba: una "conjunción constante" entre las personas de otras razas que conocía y los logros de las mismas.[cita requerida] El negro jamaicano, al que Hume se refería, era el poeta Francis Williams.
En contra de las tesis de Hume se manifestaron, entre otros, James Ramsay y James Beattie, tanto en el Essay on the Nature and Immutability of Truth (Ensayo sobre la naturaleza y la inmutabilidad de la verdad, 1770) como en el posterior Elements of Moral Science (1790-1793), en el que argumentaba con el ejemplo de Dido Elizabeth Belle para afirmar la capacidad intelectual de los negros y combatía la institución de la esclavitud.

#### Immanuel Kant

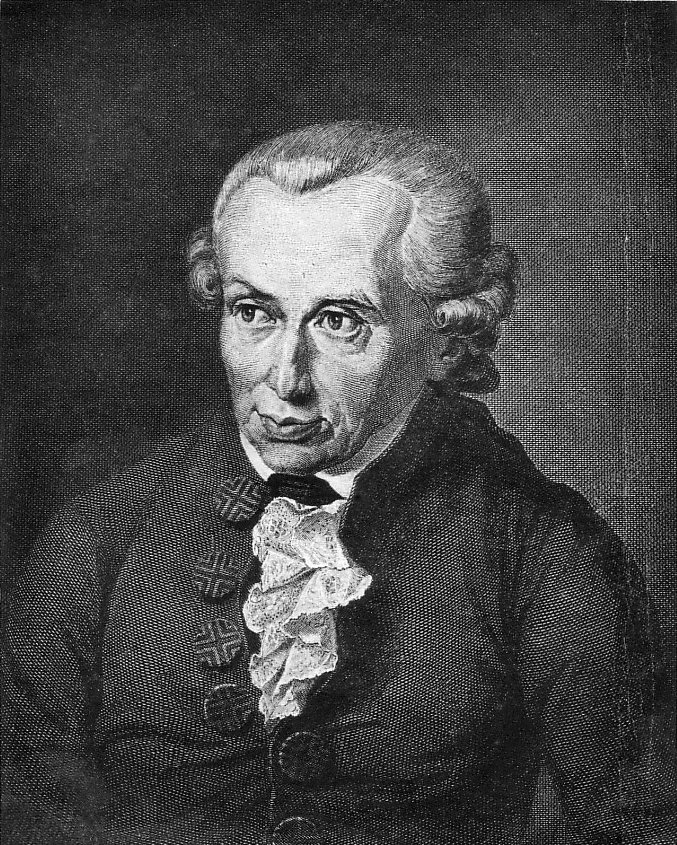
Immanuel Kant

Immanuel Kant (1724–1804) fue un filósofo alemán que propuso el análisis del interior de uno mismo en vez de hacer inferencias sobre el interior con base en el exterior. En 1775, Kant publicó Acerca de las diferentes razas del hombre (Über die verschiedenen Rassen der Menschen), donde propuso causas naturales y deliberadas de variación en vez de leyes mecánicas o por producto de la casualidad. Él distinguió cuatro razas fundamentales: Blancos, Negros, Calmucos e Hindustánicos, y atribuyó la variación a diferencias en el cambiante y clima como el aire o sol. Pero clarificó al decir que la variación tenía un propósito y no era puramente superficial. Kant argumentaba que los humanos eran equipados con las mismas bases o semillas (Keime) y predisposiciones naturales o características (Anlagen) que eran expresadas dependiendo del clima y cumplían con un propósito debido a la circunstancia. Después de haber ocurrido esto, se volvía irreversible. Por lo tanto, la raza no puede transformarse por cambios climáticos. "Cual sea el germen actualizado por las condiciones, los otros gérmenes se volverían inactivos". Kant afirmó: 

Los indios amarillos sí tienen un ligero talento. Los negros se encuentran muy por debajo de ellos y hasta el punto más bajo se encuentra una parte de la gente americana.

Cita a David Hume desafiando a cualquiera a "citar un [único] ejemplo en el que un negro haya demostrado talento" y afirma que, entre los "cientos de miles" de negros transportados durante la trata de esclavos en el Atlántico, incluso entre los liberados "todavía no nunca se encontró uno que presentara algo grandioso en el arte o la ciencia o cualquier otra cualidad loable ". Afirmó que "los estadounidenses y los negros no pueden gobernarse a sí mismos. Por lo tanto, sólo sirven como esclavos". Kant se opuso al mestizaje, creyendo que los blancos serían "degradados" y la "fusión de razas" es indeseable, porque "no todas las razas adoptan la moral y las costumbres de los europeos". Afirmó que "en lugar de asimilación, que se pretendía mediante la fusión de las diversas razas, la naturaleza ha hecho aquí una ley de todo lo contrario". Creía que en el futuro se extinguirían todas las razas, excepto la de los blancos.
Charles W. Mills escribió que Kant ha sido "saneado para el consumo público", sus obras racistas convenientemente ignoradas. Robert Bernasconi afirmó que Kant "proporcionó la primera definición científica de raza". A Emmanuel Chukwudi Eze se le atribuye haber sacado a la luz las contribuciones de Kant al racismo en la década de 1990 entre los filósofos occidentales, que a menudo pasan por alto esta parte de su vida y obra. Escribió sobre las ideas de raza de Kant:

La posición de Kant sobre la importancia del color de la piel no sólo como codificación, sino como prueba de esta codificación de superioridad o inferioridad racional es evidente en un comentario que hizo sobre el tema de la capacidad de razonamiento de una persona “negra”. Cuando evaluó una declaración hecha por un africano, Kant desestimó la declaración con el comentario: "este tipo era bastante negro de la cabeza a los pies, una prueba clara de que lo que dijo fue una estupidez". Por lo tanto, no se puede argumentar que el color de la piel para Kant fuera simplemente una característica física. Es, más bien, evidencia de una cualidad moral inalterable e inmutable.
— Emmanuel Chukwudi Eze, "The Color of Reason: The Idea of ‘Race’ in Kant’s Anthropology", Postcolonial African Philosophy: A Critical Reader (1997)
Pauline Kleingeld señala que si bien Kant fue un firme defensor del racismo científico durante gran parte de su carrera, sus puntos de vista sobre la raza cambiaron significativamente en las obras publicadas en la última década de su vida.
 En particular, Kant rechazó sin ambigüedades las opiniones pasadas relacionadas con las jerarquías raciales y la disminución de los derechos o el estatus moral de los no blancos en Sobre la paz perpetua (1795). Este trabajo también lo vio proporcionar argumentos extendidos contra el colonialismo europeo., lo que afirmó era moralmente injusto e incompatible con la igualdad de derechos de las poblaciones indígenas. Kleingeld sostiene que este cambio en los puntos de vista de Kant más adelante en la vida a menudo ha sido olvidado o ignorado en la literatura sobre la antropología racista de Kant, y que el cambio sugiere un reconocimiento tardío del hecho de que la jerarquía racial era incompatible con un marco moral universalizado. Sobre el tema del colonialismo europeo, las observaciones de Kant cambiaron, incorporando una perspectiva más equilibrada, aunque aún considerando a los europeos "civilizados" con la excepción de otros:

Si se compara la conducta inhospitalaria de los Estados civilizados de nuestro continente, particularmente de los comerciantes, produce espanto la injusticia que ponen de manifiesto en la visita a países y pueblos extranjeros (para ellos significa lo mismo que conquistarlos). América, los países negros, las islas de las especies, el Cabo, etc., eran para ellos, al descubrirlos, países que no pertenecían a nadie, pues a sus habitantes no los tenían en cuenta para nada. En las Indias orientales (Indostán) introdujeron tropas extranjeras, bajo el pretexto de establecimientos comerciales, y con las tropas introdujeron la opresión de los nativos, la incitación de sus distintos Estados a grandes guerras, hambres, rebelión, perfidia y la letanía de todos los males que afligen al género humano.
— Immanuel Kant, TERCER ARTÍCULO DEFINITIVO PARA LA PAZ PERPETUA «El derecho cosmopolita debe limitarse a las condiciones de la hospitalidad universal», Sobre la paz perpetua (1795)

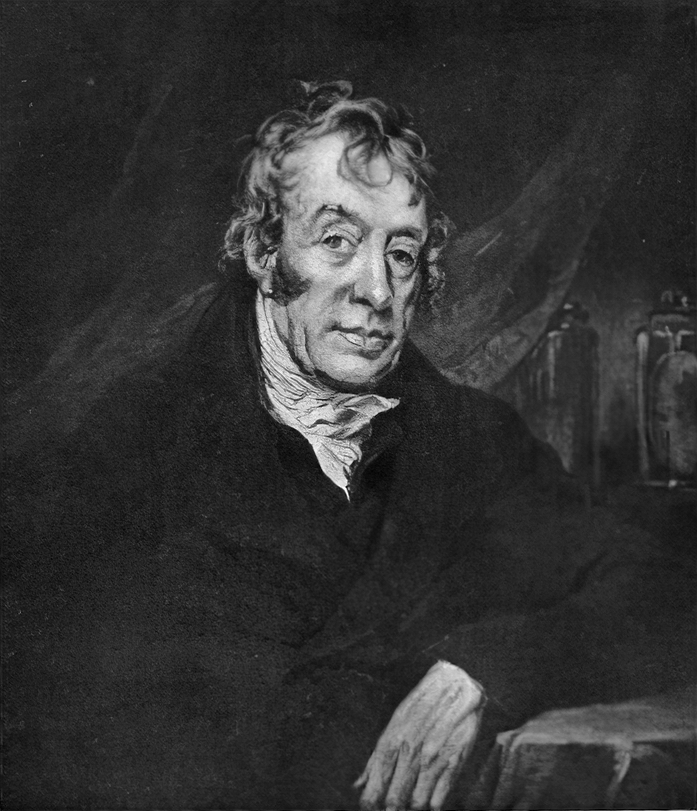
Charles White

#### John Hunter
John Hunter (1728–1793), un cirujano escocés, dijo que originalmente la raza Negra era blanca al nacer. Pensaba que a lo largo del tiempo, debido al sol, la gente se volvía más oscura o "negra". Hunter también dijo que las ampollas y quemaduras posiblemente volverían blanco a un Negro, lo que lo hacía pensar que sus ancestros eran originalmente Blancos.

#### Charles White
Charles White (1728–1813), un médico y cirujano inglés, creía que las razas ocupaban diferentes niveles en la "Cadena de los Seres" e intentó demostrar científicamente que cada una de las razas tenían diferentes orígenes. Él creía que los Blancos y Negros eran dos especies diferentes. White creía en el poligenismo, la idea de que diferentes razas se crearon independientemente. Su libro Account of the Regular Gradation in Man (1799) sirvió como una base empírica para esta idea. White defendió la teoría del poligenismo al refutar el argumento de la infertilidad del naturalista francés Georges-Louis Leclerc de Buffon, el cual decía que solamente se pueden cruzar organismos de la misma especie. White señaló especies híbridas como zorros, lobos y chacales que a pesar de ser diferentes grupos se podían cruzar. Para White, cada raza era una especie diferente, creada divinamente para su propia región geográfica.

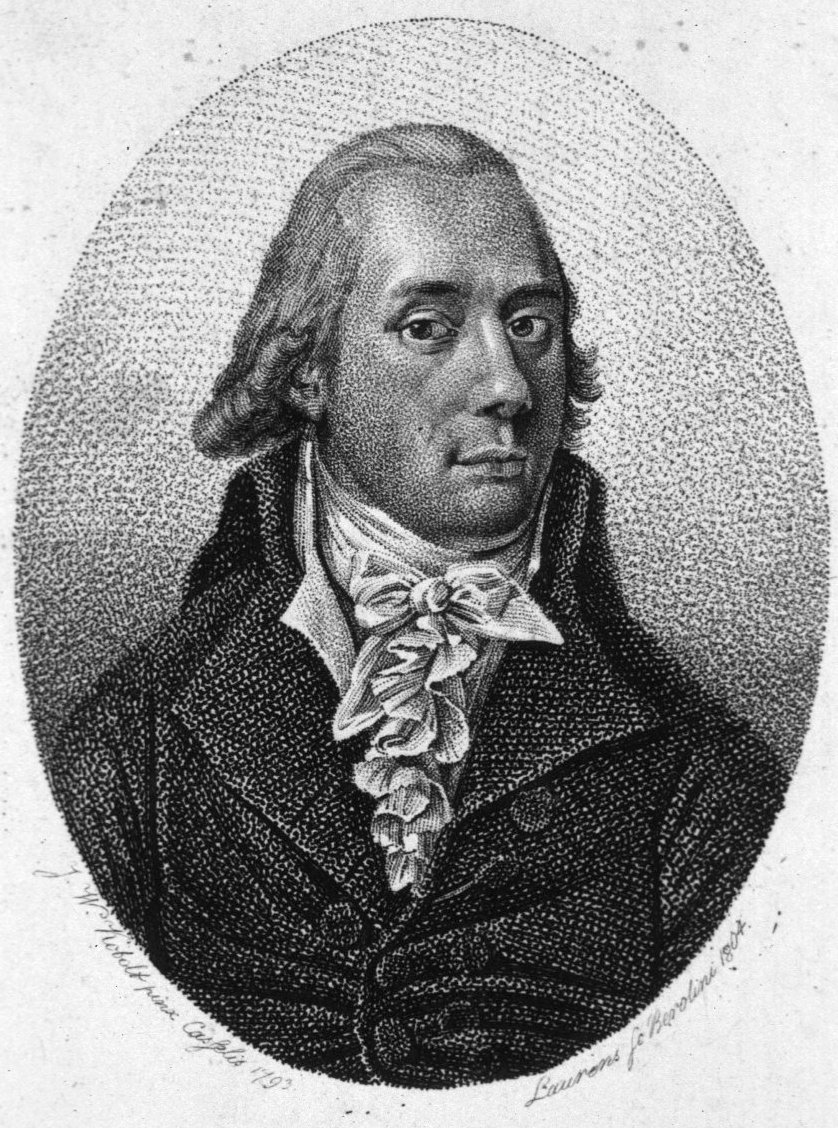
Johann Friedrich Blumenbach

#### Buffon y Blumenbach
El naturalista francés Buffon (1707–1788) y el anatomista alemán Johann Blumenbach (1752–1840) creían en el monogenismo, el concepto de que todas las razas tienen el mismo origen. También creían en la "teoría de la degeneración" de orígenes raciales. Ambos dijeron que Adán y Eva eran caucásicos y que las otras razas provenían de la degeneración por factores del medio ambiente, como el sol o una dieta pobre. Ellos creían que la degeneración se podía revertir si se tomaba un bueno control del ambiente y que todas las formas contemporáneas del hombre se podían revertir a su raza original caucásica.
Ellos pensaban que la pigmentación negra surgió debido al calor del sol tropical. Sugerían que el viento frío causaba el color café de los esquimales. Pensaban que los chinos tenían buena piel a comparación de otros grupos asiáticos porque se mantenían normalmente en el pueblo resguardados de los factores ambientales. Buffon dijo que la comida y el modo de vivir podía hacer que las razas se degeneraran y diferenciaran de la raza original caucásica. Según Blumenbach, hay cinco razas, todas pertenecientes a la misma especie: Caucásico, Mongol, Ethíope, Americana y Malaya. Blumenbach dijo:
He asignado el primer lugar a la Caucásica porque este grupo muestra la raza más bella de la humanidad.
Antes de James Hutton y la aparición de la geología científica, muchos creían que la Tierra tenía sólo 6.000 años de antigüedad. Buffon había llevado a cabo experimentos con bolas de hierro calentadas, que creía que eran un modelo para el núcleo de la Tierra, y concluyó que la Tierra tenía 75.000 años de antigüedad, pero no extendió el tiempo desde Adán y el origen de la humanidad más allá de los 8.000 años, no mucho más allá de los 6.000 años del calendario de Ussher-Lightfoot predominante suscrita por la mayoría de los monogenistas. Creyendo en el monogenismo, Buffon pensaba que los cambios en el color de la piel podían ocurrir a lo largo de una vida dependiendo de las condiciones climáticas y dieta. Los oponentes del monogenismo creían que habría sido difícil que las razas cambiaran notablemente en un período de tiempo tan corto.

#### Benjamin Rush
Benjamin Rush (1745–1813), un padre fundador de los Estados Unidos y médico, propuso que ser negro era una enfermedad hereditaria de la piel, la cual llamó "negroidismo," y podía ser curada. Rush creía en que los no blancos eran en realidad blancos por debajo pero tenían una forma no contagiosa de lepra que oscurecía el tono de la piel. Rush concluyó que los "Blancos" no deberían tiranizar a los "Negros", ya que por su enfermedad tienen el derecho a una doble porción de la humanidad. Sin embargo, por la misma razón, los blancos no deben casarse con ellos ya que se tendería a infectar a la posteridad... se deben de buscar eliminar la enfermedad".

#### Christoph Meiners

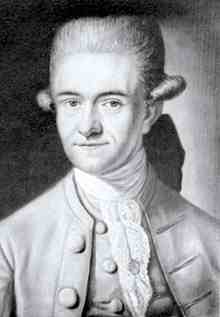
Christoph Meiners

Christoph Meiners (1747–1810) fue un poligenista alemán y creía que cada raza tenía un origen independiente. Meiner estudió las características físicas, mentales y morales de cada raza y construyó una jerarquía de razas basada en sus resultados. Meinirs dividió a la humanidad en dos partes que llamó "bella raza Blanca" y "fea raza negra". En el libro de Meiners The Outline of History of Mankind, dice que la característica de la raza es belleza o fealdad. Pensaba que la raza Blanca era la única bella. Consideraba a las razas feas como inferiores, inmorales y parecidas a los animales. Dijo que personas oscuras, feas eran diferentes a las personas blancas, bellas por su "triste" falta de virtud y "terribles vicios". De acuerdo a Meiners,
Las personas más inteligentes y nobles son, por naturaleza, las más adaptadas, sensibles, delicadas, y suaves; por el otro lado, mientras menos capaces y dispuestos hacia la virtud, más carecen de adaptabilidad; y no solo eso, pero mientras menos sensibles son sus cuerpos, más pueden tolerar dolor extremo o cambios rápidos de calor y frío; cuando son expuestos a enfermedades, mientras más rápida sea su recuperación de heridas que serían fatales para gente más sensible, y mientras más puedan consumir la peor y más indigestibles comidas... sin efectos nocivos notables.[cita requerida]
Meiners dijo que los Negros sienten menos dolor que cualquier otra raza y no tenían emociones. Escribió que los Negros tenían nervios gruesos y por lo tanto no sensibles como las otras razas. Fue tan lejos para decir que el Negro "no tiene sentimientos humanos, apenas animales". Describió una historia donde un Negro fue condenado a muerte siendo quemado vivo. A mitad del incineramiento, el Negro pidió fumar una pipa y la fumó como si no pasara nada mientras seguía siendo quemado. Meiners estudió la anatomía del Negro y llegó a la conclusión de que el Negro tiene dientes y mandíbula más grandes que otras razas, pues todos son carnívoros. También decía que el cráneo del Negro era más grande pero que el cerebro era más pequeño que el de cualquier otra raza. Meiners afirmaba que el Negro era la raza más insalubre de la Tierra debido a su dieta pobre, modo de vivir y falta de moral.
Meiners también afirmaba que los "indígenas de América" eran un grupo de gente inferior. Decía que no se podían adaptar a los diferentes climas, tipos de comida o modos de vida y que cuando eran expuestos a condiciones nuevas como estas, caían en "profunda melancolía", Meiners estudió la dieta de los indígenas y dijo que se alimentaban de cualquier tipo de desperdicio. Pensaba que consumían mucho alcohol. Creía que sus cráneos eran tan gruesos que las espadas españolas se rompían. Meiners también afirmaba que la piel de los indígenas era más gruesa que la de un buey.
Meiners escribió que la raza más noble era la de los Celtas. Ellos eran capaces de conquistar varias partes del mundo, eran más sensibles al frío y calor y su delicadeza se podía ver al seleccionar su comida. Meiners afirmaba que los eslavos eran una raza inferior, "menos sensible y satisfecha con comer comida sin preparación". Describía una historia de los eslavos supuestamente comiendo hongos venenosos sin tener ningún daño. Afirmaba que las técnicas médicas también estaban invertidas: utilizó como ejemplo que calentaban a las personas enfermas en hornos y los hacían rodar en nieve.
En el trabajo de Meiners más grande titulado Researches on the Variations in Human Nature (1815), estudió la sexología de cada raza. Afirmaba que los Negros africanos tienen indebidamente fuerte y pervertidos deseos sexuales mientras que los europeos Blancos lo tienen todo bien.

### Pensadores posteriores

#### Samuel Stanhope Smith
Samuel Stanhope Smith (1751–1819) fue un Ministro Prebisteriano Estadounidense y autor del ensayo Essay on the Causes of Variety of Complexion and Figure in the Human Species de 1787. Smith afirmaba que la pigmentación del Negro no era más que una enorme peca que cubría todo el cuerpo como resultados de un exceso de bilis, que era ocasionado por los climas tropicales.

#### Georges Cuvier

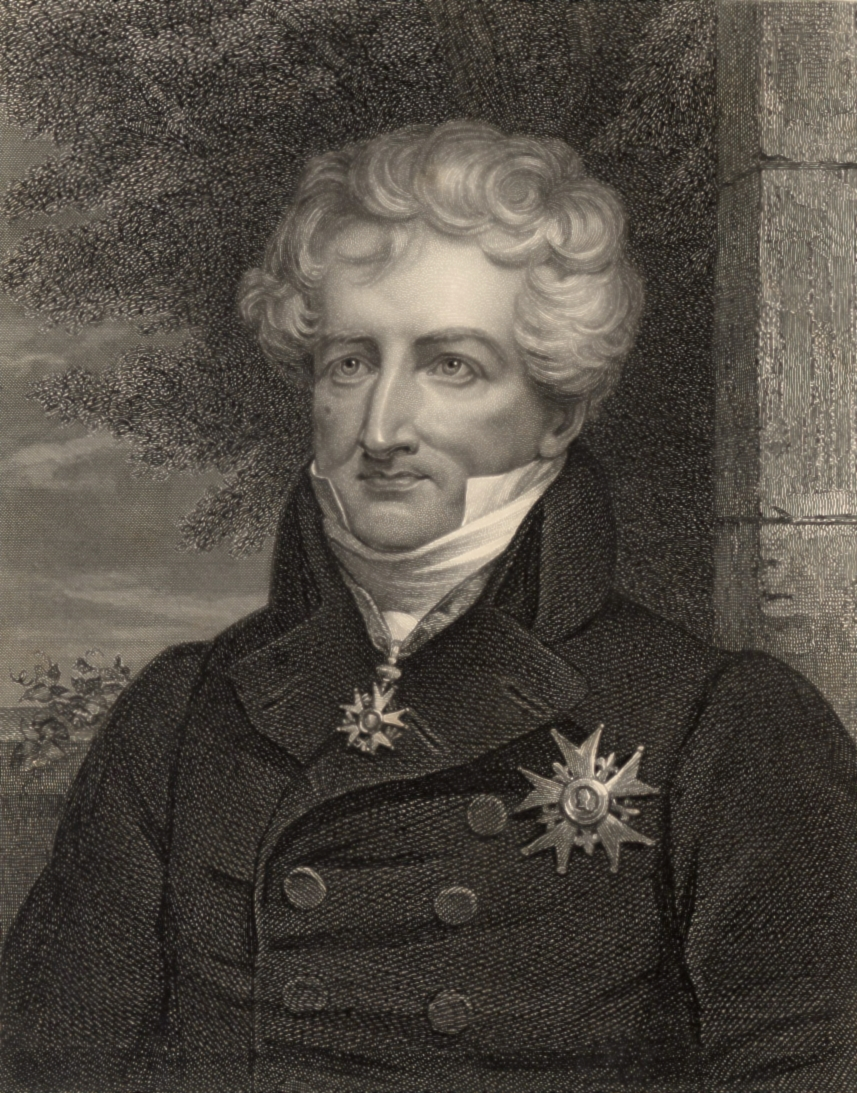
Georges Cuvier

Estudios raciales de Georges Cuvier (1769–1832), naturalista y zoólogo francés, influenciaron al poligenismo y racismo científico. Cuvier pensaba que había tres razas diferentes: Caucásica (blancos), Mongol (amarillos) y Etíope (negros). Calificó a cada uno con base en su belleza o fealdad del cráneo y la calidad de sus civilizaciones. Cuvier escribió sobre los caucásicos: "La raza blanca, con cara ovalada, cabello lacio y nariz recta, a la cual las personas de Europa pertenecen y que parecen la más bella para todos, es superior a las demás debido a su ingenio, valentía y actividad".
Sobre los Negros, Cuvier escribió:
La raza Negra... está marcada por su complexión oscura, cabello rizado, cráneo comprimido y nariz plana. Esta proyección de las partes bajas de la cara, y los labios gruesos, se aproximan evidentemente a la tribu de los monos:  las hordas que la componen siempre han permanecido en el estado más completo de la barbaridad.
Él pensaba que Adán y Eva eran caucásicos y por lo tanto la raza original de la humanidad. Las otras dos razas surgieron por sobrevivientes escapados en diferentes direcciones de catástrofes enormes de la tierra hace 5,000 años. El teorizaba que los sobrevivientes vivían en completo aislamiento de cada uno y se desarrollaron independientemente.
Uno de los pupilos de Cuvier, Friedrich Tiedemann, fue uno de los primeros en hacer una respuesta científica al racismo. Argumentaba, basado en craneometría y medida del cerebro realizados por él de europeos y gente negra de diferentes partes del mundo, que el pensamiento europeo general del momento de que los negros tienen un cerebro más pequeño y por lo tanto intelectualmente inferiores, no tenía fundación científica y estaba basada en prejuicios de exploradores y viajeros.

#### G. W. F. Hegel

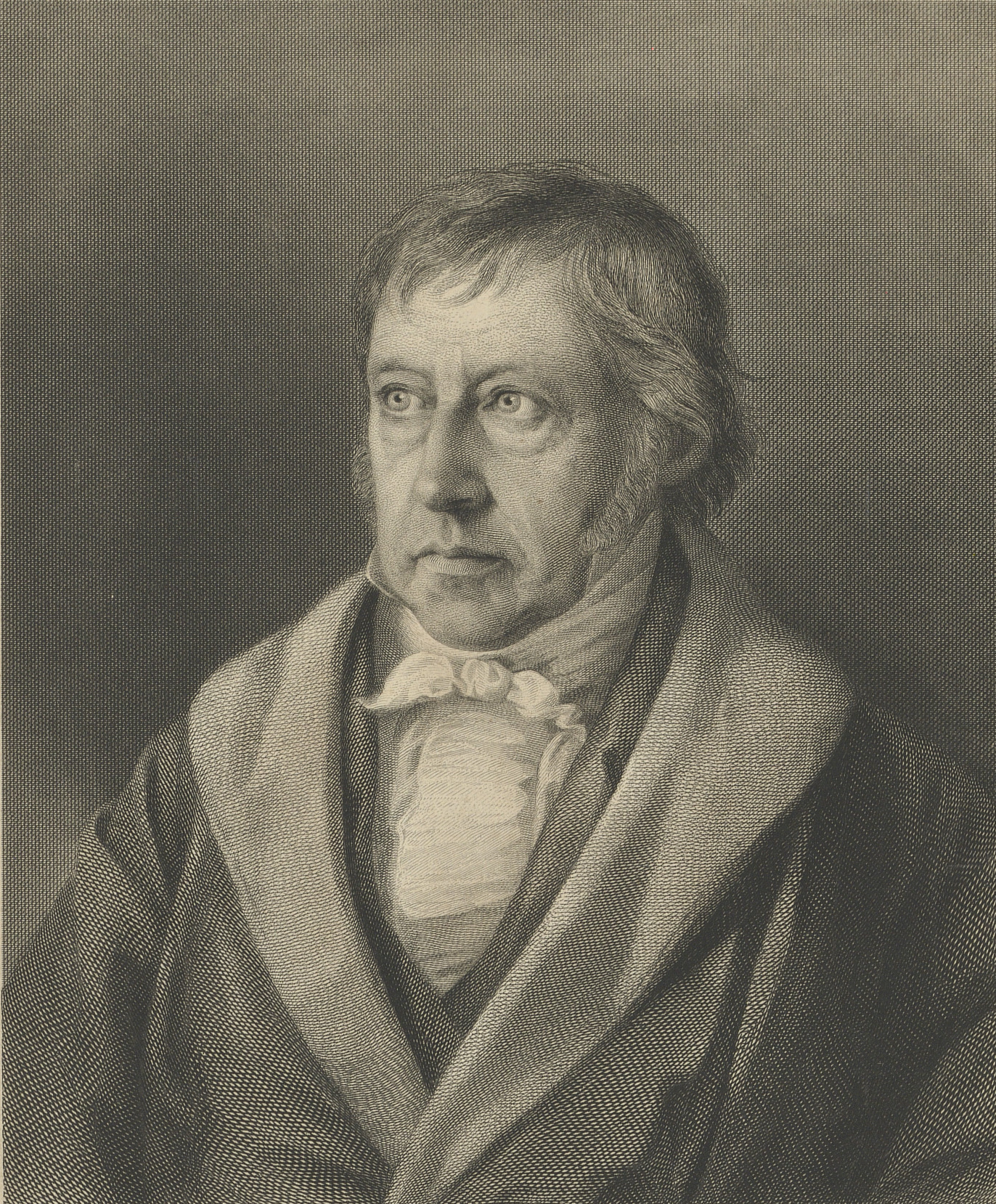
G. W. F. Hegel

Georg Wilhelm Friedrich Hegel (1770–1831) presentó un fuerte relato evolutivo de la en Conferencia sobre la Filosofía de la Historia (Vorlesungen über die Philosophie der Weltgeschichte, 1837), describiendo el desarrollo del Geist (epíritu) histórico a través de una serie de relizaciones de Volksgeister (espíritu folclórico).[cita requerida]
En este capítulo de "Geographical Foundings of Universal History", Hegel dijo que "cada persona representá un grado particular del desarrollo del espíritu" formando una "nación". Una nación no está basada en características físicas, sino se base en sitios históricos y geográficos donde el "espíritu" se desarrolla. Esta idea fue influenciada por la teoría de Montesquieu sobre la influencia climatológica sobre la cultura y ley. Siguiendo El espíritu de las leyes (1748) de Montesquieu, Hegel contrastó personas históricas con salvajes no históricos:
 Es verdad que el clima tiene influencia, en el sentido en el que ni las zonas calientes ni las zonas frías, son favorables a la libertad del hombre y a la aparición de personajes históricos.
No sorprendentemente, Hegel favorecía el Geist en zonas templadas y finalmente escribió un relato de "historia universal" recontando el Mundo oriental, la Antigua Grecia, la romana, el mundo cristiano y el mundo pruso. En las mismas conferencias dijo que "Estados Unidos es el país del futuro" aunque "la filosofía no se ocupa de profecías" sino de historia. La filosofía de Hegel, como la de Kant, no puede ser reducida a afirmaciones evolutivas; sin embargo, justifica el imperialismo europeo hasta la Primera Guerra Mundial (1914–18). Así mismo, la teoría de Montesquieu de la influencia del clima sobre las costumbres y leyes justificó "científicamente" la idea de la inferioridad del Negro.
Hegel declaró que "África no es parte histórica del mundo". Hegel añadió que los negros no tenían un "sentido de la personalidad; su espíritu duerme, permanece hundido en sí mismo, no avanza, y por lo tanto se mantiene paralela a la masa compacta, no diferenciada del continente africano".

#### Arthur Schopenhauer
El filósofo alemán Arthur Schopenhauer (1788–1860) atribuía la primacía de la civilización a los blancos quienes habían conseguido la sensibilidad e inteligencia a través del refinamiento causado por el clima rigoroso del Norte:
 La civilización y cultura más grande, aparte de los hindúes y egipcios, se encuentra exclusivamente en la raza blanca; e incluso como mucha gente negra, la casta, o raza, gobernante es mejor en coloración que el resto y ha, por lo tanto, inmigrado evidentemente a, por ejemplo, los Brahmins, los Inca, y gobernantes de las Islas del Mar del Sur. Todo esto se debe a que la necesidad es la madre de la invención, porque todas las tribus que emigraron pronto hacia el Norte, y ahí se volvieron gradualmente blancos, tuvieron que desarrollar todas sus capacidades intelectuales e inventar y perfeccionar todas las artes en su conflicto con la necesidad, el deseo y la miseria que, en muchas de sus formas, se debieron al clima. Esto lo tuvieron que hacer para compensar la parsimonia de la naturaleza, y de todo esto salió la gran civilización.

#### Franz Ignaz Pruner
Franz Ignaz Pruner (1808–1882) fue un doctor médico que estudio la estructura racial de los Negros en Egipto. En un libro que escribió en 1846 afirmó que la sangre del Negro tenía una influencia negativa en el carácter moral egipcio. Publicó una monografía sobre los Negros en 1861. Afirmaba que la característica principal del esqueleto Negro es prognatismo, lo que él decía que era la relación que tenía el Negro con los monos. También decía que los Negros tenían cerebros muy similares a los de los monos y que los Negros tienen al dedo grande del pie más corto, característica que relaciona a los Negros muy cercanamente con los monos.

## Teorías raciales en antropología física, 1850–1918

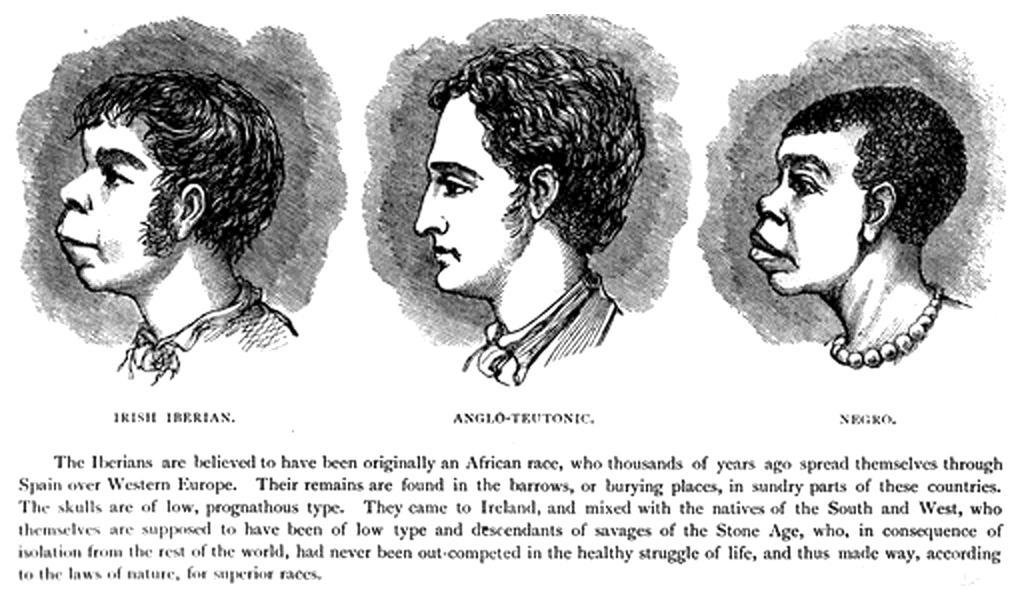
Una ilustración del tardío por H. Strickland Constable muestra una supuesta similitud entre facciones del "Ibérico irlandés" y el "Negro" en contraste con el "Anglo-teutónico."

La clasificación científica establecida por Carl Linneo es imprescindible para cualquier esquema de la clasificación racial humana. En el siglo XIX, evolución de una lineal (también llamada evolución social clásica) era una mezcla de teorías sociológicas y antropológicas oponentes proponiendo que la cultura de Europa occidental era lo más alto de la evolución social y cultural humana. La propuesta de que el nivel social es de una línea—de primitiva civilizada, de agrícola a industrial—se volvió popular entre los filósofos incluyendo a Friedrich Hegel, Immanuel Kant, y Auguste Comte. La Biblia cristiana fue interpretada para sancionar la esclavitud y de 1820 a 1850 fue comúnmente utilizada antes de la guerra del Sur de Estados Unidos por escritores como el Rev. Richard Furman y Thomas R. Cobb, para reforzar la idea de que los Negros habían sido creados inferiores y por lo tanto adecuados para la esclavitud.

### Charles Darwin
Los puntos de vista de Charles Darwin sobre la raza han sido tema de mucha discusión y debate. Según Jackson y Weidman, Darwin fue un moderado en los debates raciales del siglo XIX. "Él no era un racista empedernido, era un abolicionista acérrimo, por ejemplo, pero sí pensaba que había razas distintas que podían clasificarse en una jerarquía".
El influyente libro de Darwin de 1859 El origen de las especies no discutía el origen del ser humano. El título extendido que añade por medio de la selección natural, o la preservación de las razas favorecidas en la lucha por la vida, utiliza el término de "razas" en general como una sinónimo de "variedades" y no conlleva la connotación moderna de razas humanas. Su primera aparición hace referencia a "las muchas razas, por ejemplo, de la col" y procede a una discusión de "las variedades o razas heredables de nuestros animales y plantas domésticas". En El origen del hombre y la selección en relación al sexo (1871), Darwin estudió la pregunta de "argumentos a favor de, y opuestos a, jerarquizar las llamadas razas humanas como diferentes especies" y reportó que no había diferencias que indicaran que las razas humanas fueran especies distintas:
 Se puede dudar si cualquier carácter puede ser nombrado, lo que es una diferencia de las raza y es constante... se mezclan una a la otra, y ... es casi imposible descubrir claras y distintas características entre ellas... Como es improbable que la numerosa, e insignificantes, puntos de similitud entre las varias razas del hombre en estructura corporal y facultades mentales (sin referirse a las costumbre similares) hayan todas sido adquiridas independientemente, debieron de haber sido heredadas de progenitores que tenían estas mismas características.
En el libro de Richard Weikart de 2004 From Darwin to Hitler: Evolutionary Ethics, Eugenics and Racism in Germany él afirma:
Darwin claramente creía que la lucha por la sobrevivencia de los humanos resultaría en exterminación racial. En El origen del hombre él estableció, "En un momento en el futuro, no muy distante medido en siglos, las razas civilizadas del hombre seguramente exterminarán y reemplazarán a las razas salvajes de todo el mundo".
Según talk.origins, esta es una cita fuera de contexto común de los creacionistas. Ellos argumentan que cuando Darwin se refería a "raza" quería decir "variedades", no razas humanas, como el ejemplo de la col citado previamente. Además del significado sencillo de las palabras, ellos aseguran que "no hay nada en las palabras de Darwin para sustentar (y mucho en su vida contradice) cualquier alegación de que Darwin quería que las 'razas salvajes' o 'inferiores' fueran exterminadas. Él solamente señalaba lo que le parecía ser objetivo, basado en la evidencia de la fijación europea con el imperialismo y conquista colonial durante su vida". El pasaje citado, con todo el contexto, dice:

La gran separación en la cadena orgánica entre el hombre y sus aliados más cercanos, la cual no puede ser unida por ninguna especie extinta o viva, ha sido propuesta como una gran objeción en contra de la idea de que el hombre desciende de una forma inferior; pero esta objeción no parecerá de mucho valor a aquellos que, de razones generales, crean en el principio general de la evolución. Las separaciones ocurren en todas las partes de la serie, algunas grandes, fuertes y definidas, otras menos en diferentes niveles; como es el caso del orangután y sus aliados más cercanos—entre el Tarsius y el otro Lemuridae entre el elefante, y de manera más impactante entre el Ornithorhynchus o Echidna, y todos los demás mamíferos. Pero estas separaciones dependen meramente en el número de formas relacionadas que se han extinguido. En un momento en el futuro, no muy distante medido en siglos, las razas civilizadas del hombre seguramente exterminarán y reemplazarán a las razas salvajes de todo el mundo. Al mismo tiempo, los simios antropomorfos, como dijo el profesor Schaaffhausen, sin duda serán exterminados. La separación entre el hombre y sus aliados más cercanos será entonces más grande, porque intervendrá entre el hombre en un estado más civilizado, como podemos esperar, aunque el caucásico, y algún mono tan bajo como el babuino, en vez de lo que es hoy en día entre el negro o australiano y el gorila.
El origen del hombre (1871), Volumen I, Capítulo VI: "Sobre las afinidades y genealogía del hombre", páginas 200–201

En el capítulo "Sobre el desarrollo intelectual y facultades morales durante los tiempos primitivos y civilizados" Darwin afirmó que "las naciones occidentales de Europa, que ahora sobrepasan por mucho sus progenitores salvajes, y se sitúan en la cima de la civilización, deben muy poco o nada de su superioridad a la herencia directa de los antiguos griegos".
Al proponer una sola especie humana, Darwin contrastó las "razas civilizadas" con las "razas salvajes". Como muchos de sus contemporáneos, excepto el naturalista Alfred Russel Wallace, él no diferenció "raza biológica" de "raza cultural". Es más, dijo que las razas salvajes corrían más riesgo de extinción por el colonialismo europeo que por inadecuación evolutiva.
Sobre la pregunta de las diferentes razas, Darwin escribió:

Sin embargo, no hay duda de que las diferentes razas, cuando se comparan y miden cuidadosamente, difieren mucho entre ellas, —como en la textura del cabello, la capacidad de los pulmones, la forma y capacidad del cráneo e incluso las circunvoluciones del cerebro. Pero sería un trabajo sin fin especificar la cantidad de diferencias estructurales. Las razas difieren, también, en la constitución, en aclimatación y en las desventajas a ciertas enfermedades. Sus características mentales son de la misma forma muy diferentes; principalmente como se puede ver en sus facultades emocionales, pero en parte en las intelectuales. Todos los que han tenido la oportunidad de comparar, debieron haber sido sorprendidos con las diferencias entre los taciturnos, incluso morosos, aborígenes de Sudamérica y los negros alegres y habladores. Hay un contraste similar entre los malayos y los papúes, quienes vivieron bajo las mismas condiciones físicas y son separados entre ellos por un estrecho pedazo de mar.

### Arthur de Gobineau

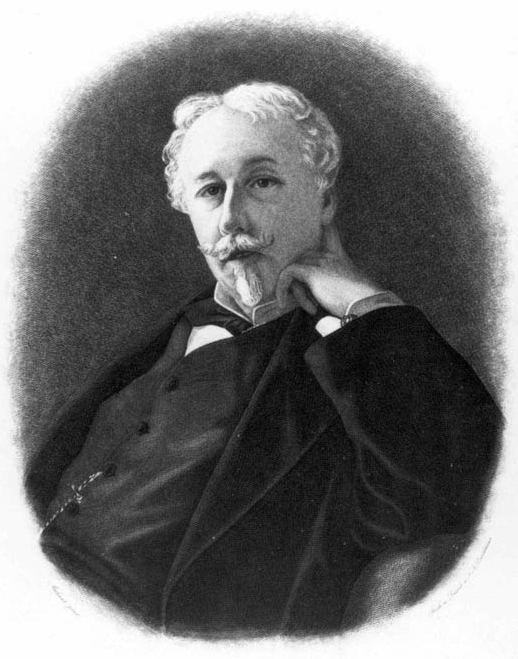
Retrato de Arthur de Gobineau por Condesa de La Tour, 1876

En el Ensayo sobre la desigualdad de las razas humanas (1853–55), Arthur de Gobineau (1816–1882), un aristócrata y escritor francés, propuso tres razas humanas —los Negros, los Blancos y los Amarillos— y afirmó que el mestizaje conduciría al colapso de la civilización. Se le ha presentado como un antecedente de la doctrina racial del nazismo pero Gobineau no era antisemita. Consideraba a los judíos una subdivisión de la raza blanca y les atribuía ciertas cualidades además de destacar que habían sido injustamente perseguidos.

### Karl Vogt
Otro poligenista evolutivo fue Karl Vogt (1817–1895) quien creía que la raza Negra estaba relacionada al mono. Escribió que la raza Blanca era una especie diferente a los Negros. En el capítulo VII de su lectures of man (1864) comparó al Negro con la raza Blanca describiéndolos como "dos tipos extremos de humanos". La diferencia entre ellos, él afirmaba, es mayor que la que hay entre dos especies de monos y por lo tanto demostraba que los Negros eran una especie diferente a los Blancos.

### Herbert Hope Risley

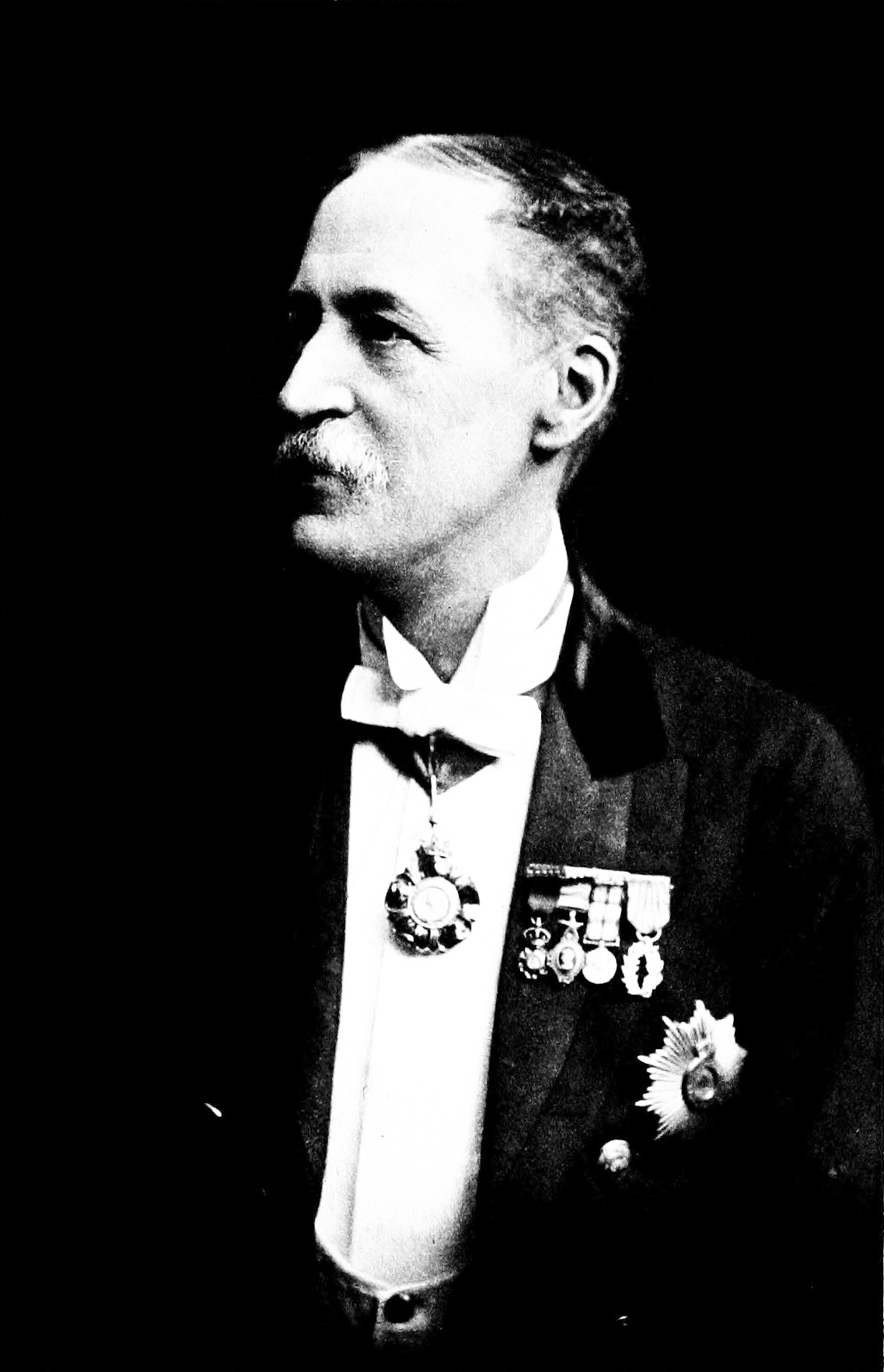
Herbert Hope Risley

Como un exponente de ciencia racial, el administrador colonial Herbert Hope Risley (1851 – 1911) utilizó la proporción de la longitud de la nariz con su longitud para dividir al pueblo hindú en las razas aria y dravidiana, así como las siete castas.

### Ernst Haeckel

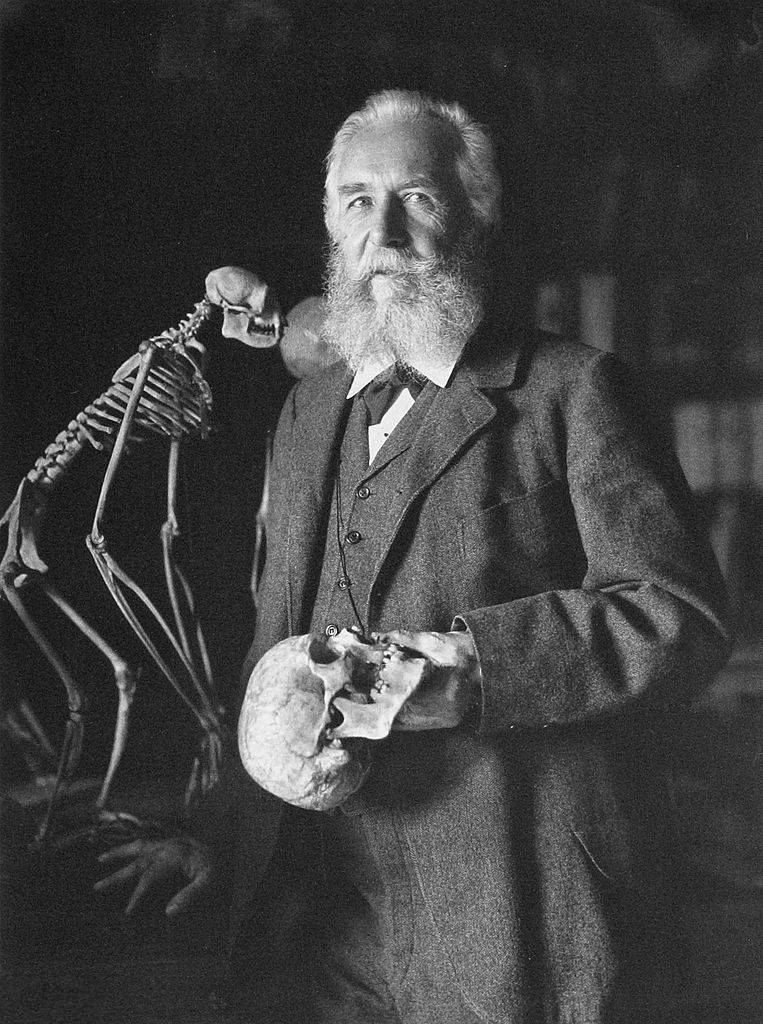
Ernst Haeckel

Como muchos de los partidarios de Darwin, Ernst Haeckel (1834-1919) presentó una doctrina sobre el poligenismo evolutivo basada en las ideas del lingüista y poligenista August Schleicher, donde varios grupos de lenguajes diferentes habían salido independientemente de los prehumanos mudos Urmenschen (alemán, "humanos originales"), los cuales ellos mismos habían evolucionado de simios. Estos lenguajes diferentes habían completado la transición de animales a hombres y, bajo la influencia de cada rama principal de lenguaje, los humanos habían evolucionado como especies diferentes que podían subdividirse en razas. Haeckel dividió los humanos en diez razas, entre las cuales la caucásica era la más alta y las primitivas estaban destinadas a la extinción. Haeckel también abogaba por la teoría de origen asiático al escribir que el origen de la humanidad se podía encontrar en Asia; creía que Indostán (sur de Asia) era el lugar donde los primeros humanos evolucionaron. Haeckel argumentaba que los humanos tenían una estrecha relación con los primates del sureste de Asia y rechazaba la hipótesis de Darwin sobre África.
Haeckel también escribió que los Negros tenían dedos del pies más fuertes y con mayor movilidad que cualquier otra raza lo que evidenciaba que los Negros están relacionados con los simios porque cuando los monos dejan de escalar árboles se cuelgan de estos con sus dedos, Haeckel comparó a los Negros con simios de "cuatro manos". Haeckel también creía que los Negros eran salvajes y que los Blancos eran los más civilizados.

### Nacionalismo: de Lapouge y Herder
Al final del siglo XIX, el racismo científico fusionaba el eugenismo grecorromano con el concepto de eugenesia voluntaria de Francis Galton para producir una forma coercitiva, contra inmigrantes de programas de gobierno influenciada por otros eventos y discursos sociopolíticos. Tal racismo institucional fue efectuado a través de frenología, predecir el carácter a partir de la fisionomía; estudios de cráneo y esqueletos craneométricos; así los cráneos y esqueletos de gente negra y otras personas (volk), se mostraron entre los monos y hombre blancos. 
En 1906, Ota Benga, un pigmeo fue mostrado como el "eslabón perdido" en el zoológico del Bronx, en Nueva York junto con simios y animales. Los teóricos más influyentes incluyen al antropólogo Georges Vacher de Lapouge (1854–1936), quien propuso la "antroposociología", y Johann Gottfried Herder (1744–1803), quien aplicó la "raza" a una teoría nacionalista desarrollando la primera concepción de nacionalismo étnico. En 1882, Ernest Renan contradijo a Herder con un nacionalismo basado en el "deseo de vivir juntos", no basado en prerrequisitos étnicos o raciales. El discurso científico racista postuló la existencia histórica de "razas nacionales" como Deutsche Volk en Alemanes y la "raza francesa" siendo una rama de la "raza aria" existente por milenios para defender las fronteras geopolíticas paralelas a las raciales.

### Craneometría y antropología física

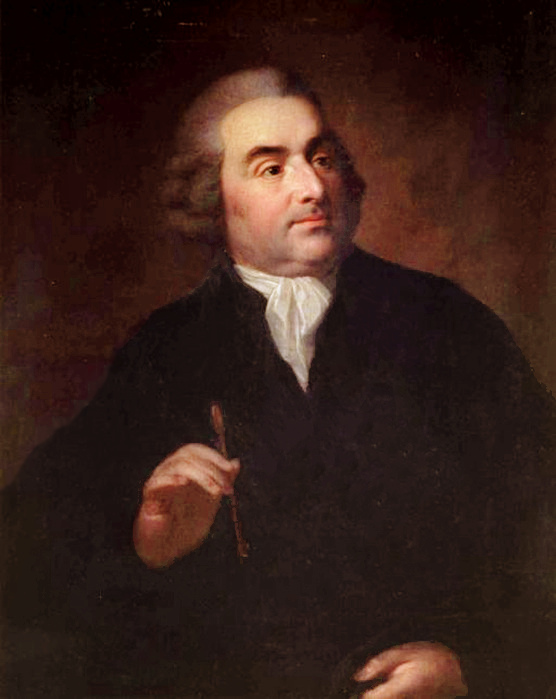
Pieter Camper

El académico holandés Petrus Camper (1722–89), uno de los primeros teóricos de craneometría, utilizó la "craneometría" (medición del volumen del interior del cráneo) para justificar científicamente diferencias raciales. En 1770, pensó que el ángulo facial podía medir la inteligencia entre las especies de hombres. El ángulo facial se formaba al dibujar dos líneas: una horizontal de la fosa nasal a la oreja; y una vertical de la protuberancia de la mandíbula superior a la de la frente. La craneometría de Camper mostraba que las estatuas antiguas –el ideal grecorromano– tenían un ángulo facial de 90 grados, los europeos lo tenían de 80 grados, los Negros lo tenían de 70 grados y un orangután tenían un ángulo facial de 58 grados. Por lo tanto, estableció una jerarquía biológica racista para la humanidad, por la concepción decadente de la historia. Tales investigaciones racistas científicas fueron continuadas por el naturalista Étienne Geoffroy Saint-Hilaire (1772–1844) y el antropólogo Paul Broca (1824–80).

#### Samuel George Morton

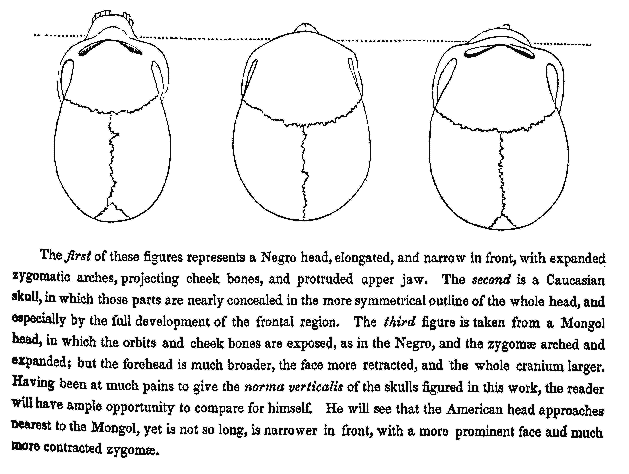
Diferencias raciales: "una cabeza de Negro... un cráneo caucásico... una cabeza mongol", Samuel George Morton, 1839.

En el siglo XIX, uno de los primeros antropólogos físicos americanos, médico y poligenista, Samuel George Morton (1799–1851), recolectó cráneos humanos de todo el mundo e intentó hacer un esquema de clasificación lógica. Influenciado por la teoría racial contemporánea, Dr. Morton dijo que podía juzgar la capacidad intelectual racial midiendo el interior de la capacidad craneal por lo que un cráneo grande denotaba un cerebro grande y mayor capacidad intelectual. Opuestamente, un cráneo pequeño denotaba un cerebro pequeño y por lo tanto baja capacidad intelectual; superior e inferior establecido. Después de analizar tres momias de las catacumbas egipcias antiguas, Morton concluyó que los caucásicos y los Negros ya eran diferentes hace tres mil años. Como la Biblia indica que el arca de Noé había terminado en el monte Ararat solo mil años antes de esto, Morton afirmaba que los hijos de Noé no podían explicar el origen de cada raza en la Tierra. Según la teoría de poligénesis de Morton, las razas han sido diferentes desde el inicio.

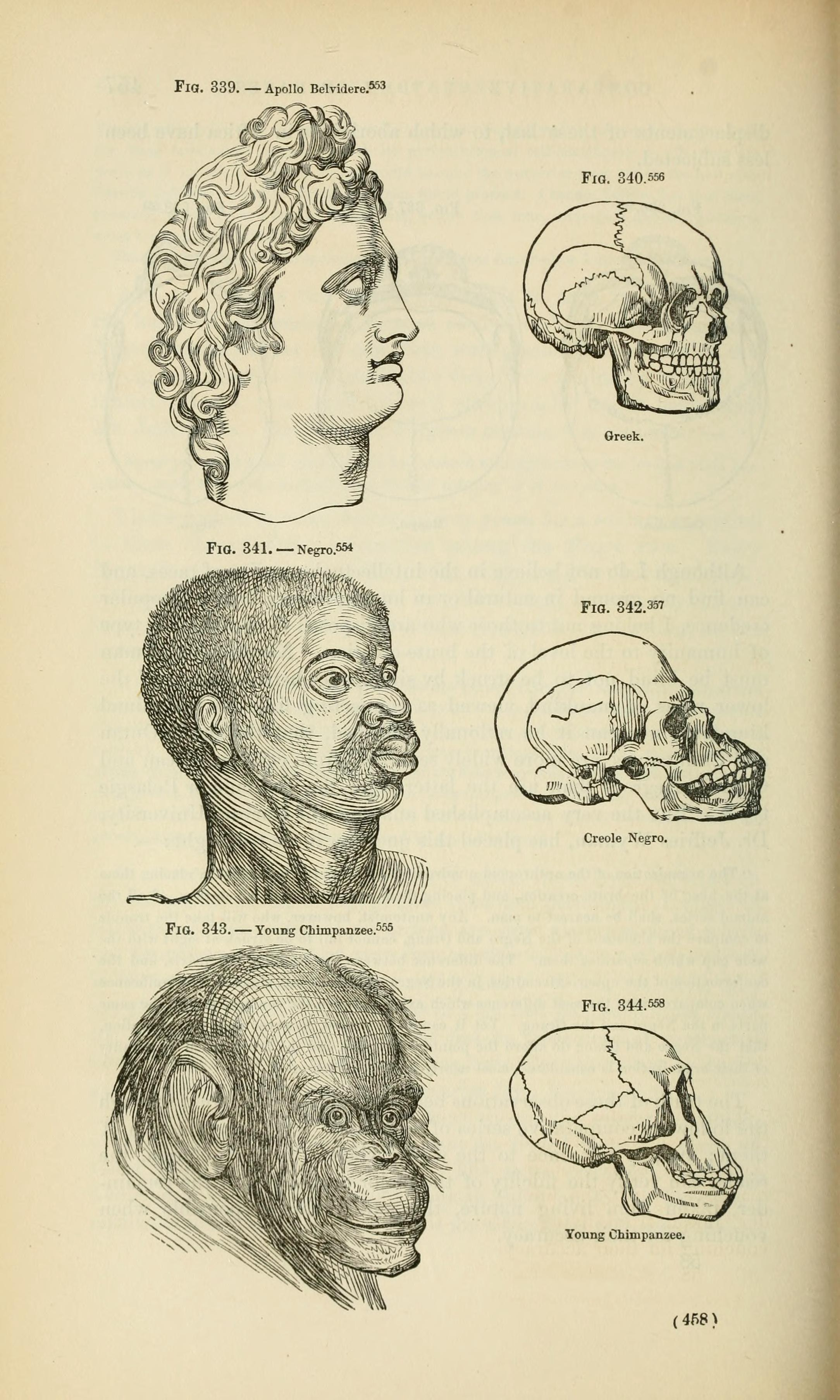
Ilustración obtenida de Indigenous Races of the Earth (1857), cuyos autores Josiah Clark Nott y George Robins Gliddon daban a entender que los "Negros" eran un rango creacional entre los "griegos" y chimpancés.

En Crania Americana de Morton, sus afirmaciones fueron basada en la información creaneométrica que los caucásicos tenía los cerebros más grandes con un promedio de 87 pulgadas cúbicas, indígenas americanos estaban en el medio con 82 pulgadas cúbicas y los Negros tenían los cerebros más pequeños con 78 pulgadas cúbicas en promedio.
En La falsa medida del hombre (1981), el historiador científico Stephen Jay Gould argumentaba que Samuel Morton había falsificado la información, quizás accidentalmente sobrellenando algunos de los cráneos para entonces obtener los resultados que legitimizan las presunciones racistas que intentaba demostrar. Un estudio subsecuente por el antropólogo John Michael encontró que la información original de Morton era más precisa que lo que describe Gould, concluyendo que "al contrario de la interpretación de Gould... la investigación de Morton fue conducida con integridad". Jason Lewis y sus colegas llegaron a conclusiones similares a las de Michael en el reanálisis de la colección de cráneos de Morton; sin embargo se alejaron de las conclusiones racistas de Morton agregando que "investigaciones han demostrado que la variación humana moderna es generalmente continua en vez de ser distinta o "racial" y que la mayor variación moderna de humanos es dentro, en vez de entre, poblaciones".
En 1872, Paul Broca, fundador de la Sociedad Antropológica de París (1859), encontró el mismo patrón en las medidas —que Crania Americana reportaba— al pesar muestras de cerebros en autopsia. Otros estudios históricos, que proponen una raza negra –raza blanca, inteligencia– con diferente tamaño de cerebro incluye a aquellos de Bean (1906), Mall (1909), Pearl (1934), y Vint (1934).

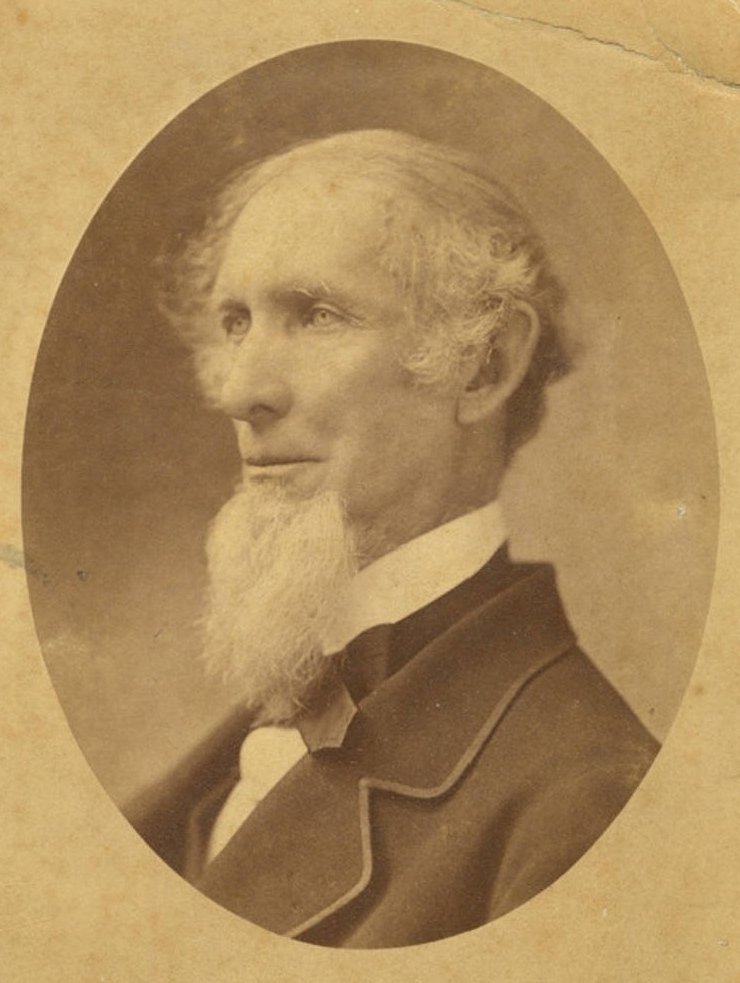
Dr Josiah Clarke Nott, M.D. (1860)

### Monogenismo y poligenismo[84]
Los seguidores de Samuel Morton, especialmente Dr. Josiah C. Nott (1804–1873) y George Gliddon (1809–57), extendieron las ideas del Dr. Morton en Types of Mankind (1854), afirmando que los resultados de Morton apoyaban la noción de poligenismo—la humanidad tiene distintos ancestros genéticos; las razas evolucionaron sin relación, y es antepasado de la hipótesis de origen multirregional de los humanos modernos. Además, Morton había sido renuente a casarse con el poligenismo porque se enfrentaba teológicamente al mito de la creación del Cristianismo defendido en la Biblia.
Más tarde en El origen del hombre  (1871), Charles Darwin propuso la hipótesis de un solo origen, llamada monogenismo—la humanidad tiene un ancestro genético en común, las razas están relacionadas, se opone a todo lo que el poligenismo de Nott y Gliddon propone.

### Tipologías

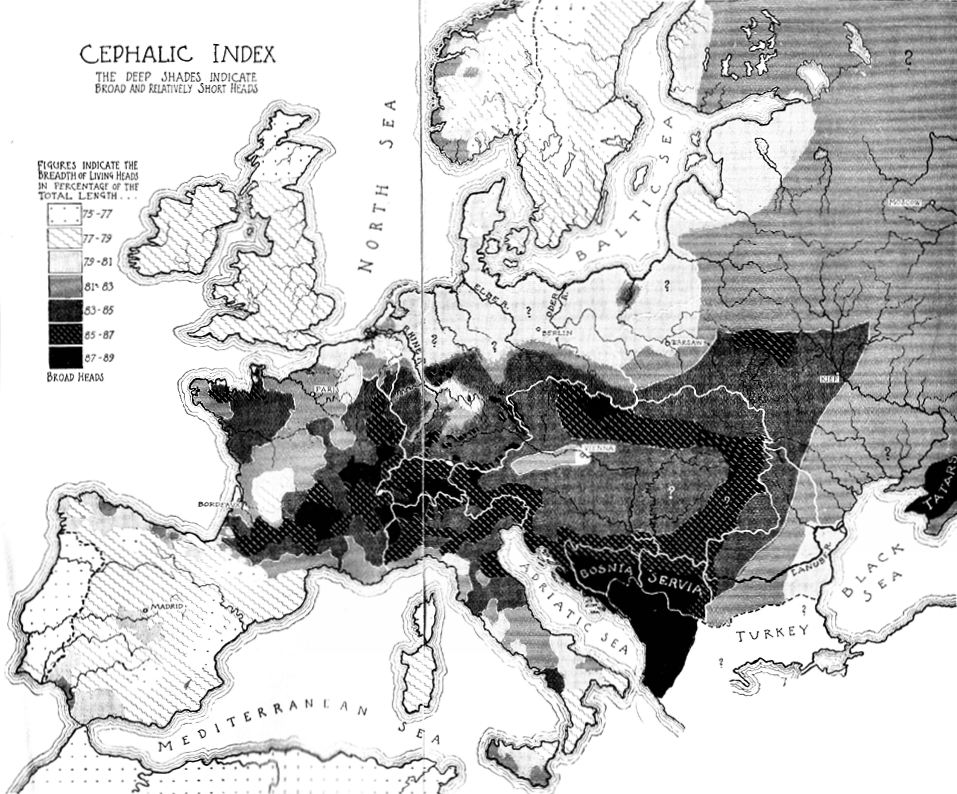
Mapa del índice cefálico europeo por William Z. Ripley en The Races of Europe (1899).

Una de las primeras tipologías utilizadas para clasificar a las razas humanas fue inventada por Georges Vacher de Lapouge (1854–1936), un teórico de la eugenesia que publicó en 1899 L'Aryen et son rôle social (Los arios y su papel social). En este libro, él clasifica la humanidad en diferentes razas jerarquizadas cubriendo desde la "raza aria blanca, white race, dolicocefálica", hasta la raza "braquiocefálica" "mediocre e inerte", mejor representada por el "judío." Entre estos, Vacher de Lapouge identificó al "Homo europaeus (teutónico, protestante, etc.), el "Homo alpinus" (auvernés, turco, etc.), y finalmente al "Homo mediterraneus" (napolitano, andaluz, etc.) Vacher de Lapouge se volvió una de las fuentes de inspiración más importantes del antisemitismo e ideología Nazi.
La clasificación de Vacher de Lapouge fue reflejada en el libro de William Z. Ripley The Races of Europe (1899), el cual tuvo una gran influencia en el supremacismo blanco estadounidense. Ripley incluso realizó un mapa de Europa de acuerdo al supuesto índice cefálico de sus habitantes. Fue una influencia importante del eugenista estadounidense Madison Grant.

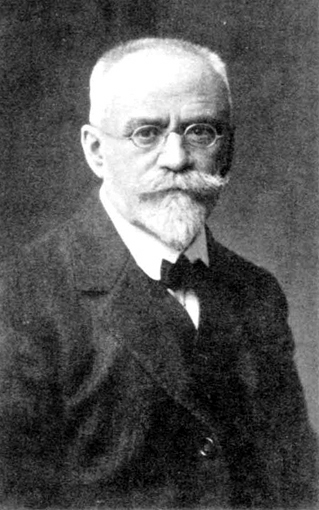
Joseph Deniker

Además, de acuerdo a John Efron de la Universidad de Indiana, los finales del siglo XIX también mostraron "la ciencia del prejuicio en contra de los judíos," estigmatizando a los judíos con menstruación masculina, histeria patológica, y ninfomanía. Al mismo tiempo, varios judíos, como Joseph Jacobs o Samuel Weissenberg, también aprobaban las mismas teorías, convencidos de que los judíos formaban una raza diferente. Chaim Zhitlovsky intentó definir Yiddishkayt (judíos asquenazí) utilizando la teoría racial contemporánea.
Joseph Deniker (1852–1918) fue uno de los principales oponentes de William Z. Ripley; mientras que Ripley decía, igual que Vacher de Lapouge, que la población europea juntaba tres razas, Joseph Deniker propuso que la población europea consistía de diez razas (seis primarias y cuatro sub-razas). Además, el proponía que el concepto de "raza" era ambiguo y en su lugar propuso el palabra compuesta "grupo étnico" la cual apareció en los trabajos de Julian Huxley y Alfred C. Haddon. Por otra parte, Ripley argumentaba que las idea de "raza de Deniker fuera denotada como un "tipo", porque era menos biológicamente rígida que la mayoría de las clasificaciones raciales.

## Aplicaciones ideológicas

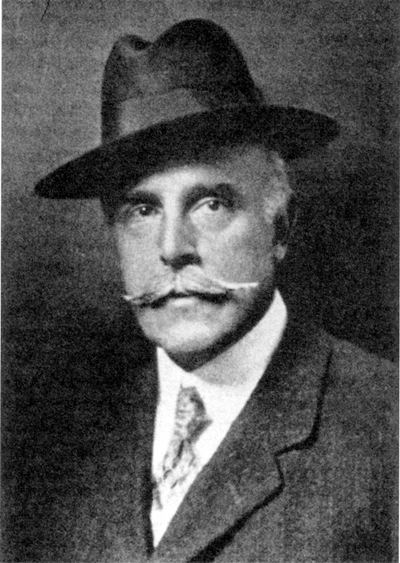
Madison Grant, creador del térmico "raza nórdica"

### Nordicismo
La contribución de la teoría racial de Joseph Deniker fue La Race nordique (La raza nórdica), una descripción genérica racial, la cual el eugenista estadounidense Madison Grant (1865–1937) presentó como el motor racial blanco de la civilización del mundo. Habiendo adoptado el modelo de las tres razas europeas de Ripley, pero odiando el nombre de la raza "teutónica", transcribió la race nordique a "The Nordic race", la cima de la jerarquía racial inventada, basada en su teoría de la clasificación racial, popular en los años 1910 y 1920.
El Instituto de la Biología Racial y su director en Suecia eran activos en la investigación racial. Además, muchas de las primeras investigaciones sobre lenguas uralo-altaicas estaban llenas de intento de justificar la visión de que la población europea al este de Suecia eran asiáticos y por lo tanto una raza inferior, justificando el colonialismo, eugenesia e higiene racial.[cita requerida]

### Estados Unidos: esclavitud justificada

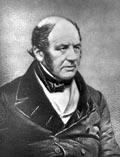
Dr Samuel Cartwright, M.D.

En Estados Unidos, el racismo científico justificó la esclavitud de negros africanos para calmar la oposición moral al comercio atlántico de esclavos. Alexander Thomas y Samuell Sillen describieron a los hombres negros como adecuados únicamente para la esclavitud debido a su "organización psicológica primitiva". En 1851, en el periodo de entreguerras de Luisiana, el médico Samuel A. Cartwright (1793–1863), consideró los intentos de escape de los esclavos como "drapetomanía", una enfermedad mental curable, que "con la supervisión médica adecuada, seguida estrictamente, estas prácticas conflictivas que muchos Negros tienen de escapar pueden ser casi completamente prevenidas". El término drapetomanía (manía de los esclavos fugados) deriva del griego δραπέτης (drapetes, "[esclavo] fugitivo") y μανία (mania, "locura, frenesí") Cartwright también describió dysaesthesia aethiopica, llamada  "insolencia" por los capataces. El censo de Estados Unidos de 1840 afirmaba que negros libres del norte habían sufrido enfermedades mentales a tasas más altas que su contraparte esclava del sur. A través del censo se encontró, más tarde, que había sido manipulado por la American Statistical Association, John Quincy Adams, y otros. Se volvió un arma política en contra de los abolicionistas. Los esclavos del sur concluyeron que los Negros que escapaban sufrían de "desórdenes mentales".
En el momento de la guerra civil de Estados Unidos (1861–65), el mestizaje estimuló estudios de diferencias fisiológicas ostensibles entre caucásicos y negros. Los primeros antropólogos, como Josiah Clark Nott, George Robins Gliddon, Robert Knox, y Samuel George Morton, buscaban demostrar científicamente que los negros era una especie humana diferente a la especie blanca; que los gobernantes del antiguo Egipto no eran africanos; y que los descendientes de mezclas de razas (producto del mestizaje) tendían a la debilidad física e infertilidad. Después de la guerra civil, los médicos de sur (Confederación) escribieron libros de texto sobre el racismo científico basado en estudios que afirmaban que los negros libres (previamente esclavos) se estaban extinguiendo debido a la demanda inadecuada de ser un hombre libre, es decir, que la gente negra se beneficiaba de la esclavitud.

### Segregación racial sudafricana
El racismo científico jugó un papel importante en el establecimiento de la segregación racial en Sudáfrica. En Sudáfrica, científicos blancos como Dudly Kidd, quien publicó The essential Kafir en 1904, buscó "entender la mente africana". Ellos pensaban que las diferencias culturales entre blancos y negros en Sudáfrica podía ser causada por diferencias psicológicas del cerebro. En vez de sugerir que los africanos eran "niños demasiado grandes", como exploradores blancos habían hecho, Kidd creía que los africanos habían "crecido con venganza". Describió a los africanos tanto "irremediablemente deficientes" como "muy hábiles".
El estudio Carnegie Commission on the Poor White Problem in South Africa fue un aspecto clave para establecer la segragación racal en Sudáfrica. Según un memorándum enviado a Frederick Keppel, el presidente de Carnegie Corporation en ese momento, había "muy poca duda sobre que si a los nativos se les daban oportunidades económicas, los más competentes pronto superarían a los blancos competentes". El apoyo de Keppel hacia el proyecto de crear un estudio fue motivado por su preocupación de mantener el límite racial existente. La preocupación de Carnegie Corporation con el supuesto problema de blancos pobre en Sudáfrica fue al menos en parte el resultado de dudas similares sobre el estado de los blancos pobres en Sudamérica.
El estudio es de cinco volúmenes. Alrededor del inicio del siglo XX, estadounidenses blancos, y blancos en otras partes del mundo, se sentían inquietos porque la pobreza y depresión económica parecía afectar a la gente a pesar de la raza.
A través del trabajo tendido por la segregación racial anteriormente, El reporte apoyaba la idea central de la inferioridad negra. Esto era utilizado para justificar la segregación racial y discriminación durante las siguientes décadas. El reporte expresaba miedo por la pérdida del orgullo blanco y en particular señalaba el peligro de que los pobre blancos no resistirían el proceso de "Africanización".
Aunque el racismo científico fue muy importante para justificar y apoyar el racismo institucional en Sudáfrica, no fue tan importante en Sudáfrica como lo ha sido en Europa y el Estados Unidos. Esto se debe en parte a "el problema de los blancos pobres", el cual planteó serias dudas acerca de la supremacía de la superioridad racial blanca. Como en el ambiente africano los blancos pobres eran vistos en la misma situación que los nativos, la idea de la existencia de una superioridad blanca intrínseca que podía superar cualquier ambiente no parecía ser cierta. De esta forma, justificaciones científicas del racismo no fueron útiles en Sudáfrica.

### Eugenesia
Stephen Jay Gould describió el libro de Madison Grant The Passing of the Great Race (1916) como "la forma más influencial del racismo científico estadounidense". Desde la década de los veinte hasta la década de los treinta, el movimiento de la higiene racial alemana aceptó la teoría nórdica de Grant. Alfred Ploetz (1860–1940) acuñó el término de Rassenhygiene en Bases de la higiene racial (1895), y fundó la Sociedad Alemana para la Higiene Racial en 1905. El movimiento apoyaba la crianza selectiva, esterilización obligatoria y un seguimiento estricto de la salud pública con eugenesia.
La higiene racial estaba históricamente unida a nociones tradicionales de salud pública, pero con énfasis en herencia—lo que el filósofo e historiador Michel Foucault llamó racismo de estado. En 1869, Francis Galton (1822–1911) propuso sus primeras medidas sociales para preservar o mejorar las características biológicas y más tarde acuñó el término "eugenesia". Galton, un estadístico, introdujo la correlación y análisis de regresión y descubrió una regresión hacia la media. Fue el primero en también estudiar las diferencias humanas y herencia de la inteligencia con métodos estadísticos. Introdujo el uso de cuestionarios y encuestas para obtener información de grupos de poblaciones que necesitaba para sus trabajos genealógicos y biográficos y para estudios antropométricos. Galton también fundó psicometría, la ciencia que mide las facultades mentales, y psicología diferencial, una rama de psicología enfocada en las diferencias psicológicas entre personas en vez de características en común.
Como el racismo científico, la popularidad de la eugenesia creció a principios del siglo XX, y ambas ideas influenciaron las políticas raciales nazi y la eugenesia nazi. En 1901, Karl Pearson (1857–1936) y Walter F. R. Weldon (1860–1906) fundaron la revista científica Biometrika la cual promovía la biometría y análisis estadísticos de herencia. Charles Davenport (1866–1944) estuvo involucrado brevemente en la revista. En Race Crossing in Jamaica (1929), dio argumentos estadísticos diciendo que el mestizaje conducía a degradación biológica y cultural. Davenport estaba conectado a la Alemania nazi antes y durante la Segunda Guerra Mundial. En 1939, escribió una contribución al festschrift para Otto Reche (1879–1966), quien se volvió una importante figura en el plan de eliminar a las poblaciones consideradas "inferiores" del este de Alemania.

## Periodo de entreguerras
El racismo científico continuó todo el siglo XX y, pronto, pruebas de inteligencia se volvió una nueva fuente de comparaciones raciales. Antes de la Segunda Guerra Mundial (1939–45), el racismo científico permaneció común para la antropología, y era utilizado como justificación para programas eugenésicos, esterilización obligatoria, leyes de segregación y restricciones inmigrantes en Europa y Estados Unidos. Los crímenes de guerra y contra la humanidad de Alemania nazi (1933–45), desacreditaron el racismo científico en la academia[cita requerida] — pero la legislación racista se mantuvo en algunos países hasta los finales de la década de los sesenta.

### Primeras pruebas de inteligencia y ley de inmigración de 1924
Antes de la década de los veinte, los científicos sociales estaban de acuerdo que los blancos eran superiores a los negros, pero necesitaban una forma de demostrar esto para poder apoyar las políticas sociales a favor de los blancos. Pensaban que la mejor forma de lograr esto era a través de la inteligencia. Interpretando las pruebas a favor de los blancos, los resultados de los diseñadores de estas pruebas representaban a las minorías de forma muy negativa. Esta mentalidad duró décadas.
En 1908, Henry H. Goddard tradujo la prueba de inteligencia de Binet de francés a inglés y en 1912 comenzó a aplicar la prueba a los inmigrantes que llegaban a Ellis Island. Algunos afirman que en un estudio de inmigrantes Goddard llegó a la conclusión de que el 87% de los rusos, 83% de los judíos, 80% de los húngaros y 79% de italianos eran débiles mentales y tenían una edad mental menor de 12 años. Algunos también dicen que esta información fue utilizada como “evidencia” por legisladores y por lo tanto afectando la política social por años. Un intérprete presente durante las pruebas de inmigrantes le señaló a Goddard que la prueba era injusta para la gente que no era familiar con el inglés y cultura estadounidense, pero Goddard no estaba de acuerdo.[cita requerida] Por el otro lado, Bernard Davis señaló que en la primera oración de su artículo Goddard escribió que los sujetos de estudio no eran miembros típicos del grupo sino que habían sido  seleccionados porque se les sospechaba inteligencia por debajo de la normal. Davis ha señalado que Goddard argumentaba que los cocientes intelectuales (CI) bajos de los sujetos se debían probablemente más a factores ambientales que genéticos y que Goddard concluyó que “podemos confiar que sus hijos serán de inteligencia promedio y si son criados bien serán buenos ciudadanos”.
Un factor importante en las pruebas de inteligencia era que muchos de los diseñadores ignoraban al principio del siglo XX era el papel del ambiente. Si un grupo de gente recibe mejor educación con más oportunidades que otro grupo entonces era lógico que hubiera una gran diferencia entre los grupos. La mayoría de las minorías no tenían acceso o el dinero para recibir una buena educación durante este tiempo y esto sesgó los resultados de las pruebas de inteligencia para hacer parecer que los blancos eran 'naturalmente' más inteligente. Esto solo mantenía el problema porque las universidades solo quieren gente inteligente para sus escuelas y por lo tanto los que recibían la mejor educación continuaban su educación mientras que los que recibían menos oportunidades eran catalogados como muy estúpidos para continuar su educación.[cita requerida] El Consejo de Asuntos Científicos de la American Psychological Association está de acuerdo con que las pruebas de cociente intelectual de hoy en día no discriminan a las minorías.
En sus libro The Mismeasure of Man, Stephen Jay Gould argumentó que los resultados de las pruebas de inteligencia jugaron un papel muy importante en la aprobación de la Ley de Inmigración de 1924 que restringía la inmigración a Estados Unidos. Sin embargo, Mark Snyderman y Richard J. Herrnstein, después de analizar el registro del Congreso y la audiencia del comité relacionado con la Ley de Inmigración, concluyeron que "los diseñadores de las pruebas [de inteligencia] no veían los resultados como favorecedores para políticas de inmigración restrictivas como la Ley de 1924, y el Congreso prácticamente ignoró las pruebas de inteligencia".
Juan N. Franco contestó a los resultados de Snyderman y Herrnstein. Franco afirmó que aunque Snyderman y Herrnstein reportaban que la colección de información de os resultados de las pruebas de inteligencia no fueron utilizadas para aprobar la Ley de Inmigración de 1924; los resultados de las pruebas de CI sí fueron consideradas por los legisladores. Como evidencia, Franco señaló el hecho: Después de la aprobación de la ley de inmigración, la información del censo de 1890 se utilizó para asignar cuotas basadas en porcentajes de inmigrantes provenientes de diferentes países. Con base en esta información, la legislatura restringió la entrada de los inmigrantes del sur y este de Europa a Estados Unidos y permitió más inmigrantes del norte y oeste del Europa. La información del censo de 1900, 1910 o 1920 hubiera mostrado números más grandes de inmigrantes del sur y este de Europa permitidos en Estados Unidos. Sin embargo, Franco señaló que utilizando la información del censo de 1890 le permitía al Congreso a excluir a europeos del sur y este (quienes tuvieron peor desempeño en las pruebas de CI que los europeos del oeste y norte) de los Estados Unidos. Franco argumentaba que el trabajo de Snyderman y Herrnstein sobre este tema no demostraba que las pruebas de inteligencia hayan influenciado o no las leyes de inmigración.

### Alemania Nazi
El partido Nazi y sus simpatizantes publicaron muchos libros sobre el racismo científico tomando ideas de eugesia y antisemitismo con las cuales después se asociaron, aunque estas ideas ya estaban en circulación desde el siglo XIX. Libros como Rassenkunde des deutschen Volkes ("Etnología de la gente alemana") por Hans F. K. Günther y Rasse und Seele ("Raza y alma") por Ludwig Ferdinand Clauss intentaron identificar científicamente diferencias entre la gente alemana, nórdica, o aria y otros grupos, supuestamente inferiores. Escuelas alemanas usaban estos libros como textos durante la edad Nazi.
Al principio de la década de los treinta, los nazis utilizaron retórica científica racial basada en el darwinismo social[cita requerida] para promover sus políticas sociales restrictivas y discriminatorias. Durante la Segunda Guerra Mundial, racialistas nazi se volvieron el anatema de Estados Unidos, y boasianos como Ruth Benedict consolidando el poder institucional. Después de la guerra, el descubrimiento del holocausto y abusos de investigaciones científicas nazi (como la violaciones éticas de Josef Mengele y otro crímenes de guerra revelados durante los juicios de Núremberg) llevaron a la comunidad científica a descartar el apoyo científico para el racismo.
Las políticas sociales de Alemania Nazi basadas en racismo posicionaban al mejoramiento de la raza aria a través de la eugenesia en el centro de la ideología Nazi. Los humanos que eran catalogados como "vida indigna de ser vivida" (en alemán: Lebensunwertes Leben), incluyendo ero no únicamente a la gente judía, criminales, degenerados, disidente, débiles mentales, homosexuales, ociosos, locos, y débiles, eran eliminados de la cadena de herencia.[cita requerida] A pesar de ser considerados como "arios", la ideología Nazi consideraba a los eslavos (de Polonia, Rusia, Ucrania, etc.) como inferiores a la raza superior alemana, adecuados para la expulsión, esclavitud o exterminación.
Adolf Hitler prohibió las pruebas del coeficiente intelectual (IQ por sus siglas en inglés) por ser "judías" y también Stalin por ser "burguesas".

### Estados Unidos
En Estados Unidos, eugenistas como Harry H. Laughlin, y Madison Grant buscaron demostrar científicamente que insuficiencia física y mental de ciertos grupos étnicos justifican la esterilización obligatoria e inmigración restrictiva,[cita requerida] como en la Ley de Inmigración de 1924; la esterilización forzada continuó hasta la década de los sesenta y más.
Lothrop Stoddard publicó muchos libros raciales sobre lo que pensaba que era el peligro de la inmigración, el más famosos siendo The Rising Tide of Color Against White World-Supremacy en 1920. En este libro, presenta la visión de la situación mundial de la preocupación racial en la explosión demográfica entre la gente "de color" y la manera en la que la "supremacía blanca mundial" estaba siendo disminuida con la Primera Guerra Mundial y el colapso del colonialismo. 
El análisis de Stoddard dividió la política y situaciones mundiales en gente "blanca", "amarilla", "negra", indios americanos" y "morena" al igual que sus interacciones. Stoddard argumentaba que la raza y herencia era factores líderes de la historia y civilización, y que la eliminación o absorción de la raza "blanca" por razas "de color" resultaría en la destrucción de la civilización occidental. Como Madison Grant (consultar el libro The Passing of the Great Race), Stoddard dividió la raza blanca en tres grupos principales: nórdica, alpina, y mediterránea. Él consideró que las tres eran buenos grupos y muy superiores a la calidad de las razas de color, pero argumentaba que la nórdica era la mejor de las tres y necesitaba ser preservada por eugenesia. A diferencia de Grant, Stoddard estaba menos preocupado en qué variedades europeas eran superiores (nordicismo), pero más preocupado en lo que llamó "bi-racialismo", viendo al mundo compuesto de solamente razas "de color" y blanca". En los años posteriores a la Gran Migración Negra y la Primera Guerra Mundial, la teoría racial de Grant caería en desgracia a favor de un modelo más similar al de Stoddard.[cita requerida]
Una publicación influencial fue The Races of Europe (1939) por Carleton S. Coon, presidente de la American Association of Physical Anthropologists (Asociación Americana de Antropólogos Físicos) de 1930 a 1961. Coon fue un proponente del origen multirregional de los humanos modernos. Dividió al Homo sapiens en cinco razas principales:
La escuela de pensamiento de Coon fue objeto de una creciente oposición de la antropología popular después de la Segunda Guerra Mundial.Ashley Montagu fue en particular mu vocal al denunciar a Coon, especialmente en Man's Most Dangerous Myth: The Fallacy of Race. Para la década de los sesenta, el enfoque de Coon había sido dejado como absoleto por la antropología popular, pero su sistema continuó apareciendo en publicaciones de su alumno John Lawrence Angel hasta la década de los setenta.
A finales del siglo XIX,  la decisión de la Corte Suprema de Estados Unidos en el caso de Plessy contra Ferguson (1896)—que mantenía la legalidad constitucional de la segregación racial bajo la doctrina de "separados pero iguales"—estaba intelectualmente basada en el racismo de la época, así como el apoyo popular de la decisión. Más tarde, a mediados del siglo XX, la decisión de la Corte Suprema en el caso Brown contra el Consejo de Educación (1954) rechazó los argumentos raciales sobre la "necesidad" de la segregación racial, especialmente en escuelas públicas.

## Después de 1945: el fin del racismo científico
Tras conocerse las atrocidades cometidas por los nazis durante la Segunda Guerra Mundial, la noción biológica de «raza» quedó deslegitimada, aunque no completamente al principio, y con ella el racismo científico. También tuvo gran importancia ―mayor aún, según Christian Geulen― el cambio de modelo de las ciencias humano-biológicas, ya iniciado antes de la guerra, que supuso el paso de la eugenesia a la genética y que fue definitivo cuando en 1953 se descubrió la estructura del ADN.

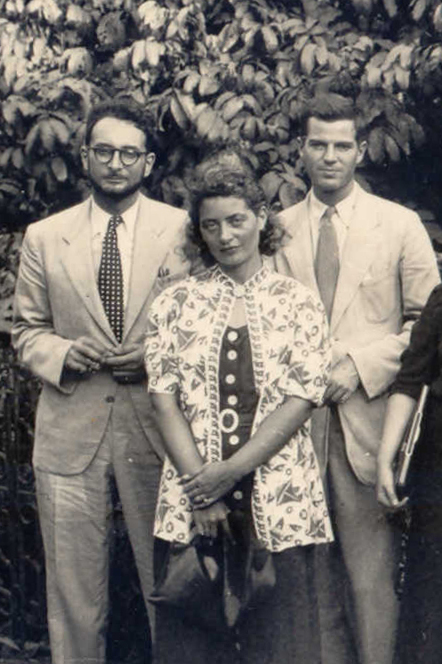
Claude Lévi-Strauss, primero por la izquierda, hacia 1940. En 1952 publicó por encargo de la UNESCO el libro Raza e historia que constituirá un punto de inflexión fundamental al hacer de la raza un concepto totalmente ilegítimo para pensar las diferencias humanas: solo existe una raza, la raza humana, con sus diferencias culturales.

La Unesco, organismo internacional fundado en noviembre de 1945, declaró a la «raza» «la plaga del mundo» que había conducido a la humanidad a la catástrofe y en el acta de constitución condenó «el dogma de la desigualdad de las razas y los hombres». El antropólogo estadounidense de origen suizo Alfred Métraux, dirigente de la organización, le encargó a Claude Lévi-Strauss un ensayo que se convertirá en su célebre obra Raza e Historia. Publicada en 1952 constituirá un punto de inflexión fundamental sobre el tema al hacer de la raza un concepto totalmente ilegítimo para pensar las diferencias humanas: solo existe una raza, la raza humana, con sus diferencias culturales. A partir de entonces el término «raza», si es que se utiliza, se entenderá como una categoría social y no como un hecho natural. En La cuestión racial (1950), la UNESCO afirmó: "Ahora es reconocido generalmente que las pruebas de inteligencia no pueden diferenciar con seguridad entre lo que es debido a capacidad innata y lo que es producto de influencias del ambiente, práctica y educación".
Sin embargo, el racismo biológico, a pesar de que estaba desacreditado, no desapareció del todo después de 1945. En 1947 el historiador francés Louis Chevalier explicaba que Francia tenía unos «valores raciales» que había que defender contra las «minorías extranjeras» que habían causado tanto mal al país. En 1950 el premio Nobel de física William Shockley proponía esterilizar a los negros por razones eugenésicas. En 1994 Richard Herrnstein y Charles Murray publicaban The Bell Curve en el que explicaban los resultados menos buenos de los escolares negros por deficiencias intelectuales innatas. En 2007 el bioquímico estadounidense James Dewey Watson afirmó que la inteligencia de los africanos era inferior a la de los occidentales. Como ha destacado Pap Ndiaye, «la llama mediocre del racismo biológico no ha sido mantenida más que por ideólogos de extrema derecha».
Hoy en día, el término "racismo científico" se utiliza para referirse a investigaciones que justifican la ideología racista. La acusación de racismo científico se hace a investigadores que afirman que hay diferencias cuantificables en la inteligencia de las razas, especialmente si estas diferencias son en parte debido a su origen genético. Investigadores contemporáneos incluyen a Arthur Jensen (The g Factor: The Science of Mental Ability), J. Philippe Rushton, presidente de Pioneer Fund (Race, Evolution, and Behavior); Chris Brand (The g Factor: General Intelligence and Its Implications); Richard Lynn (IQ and the Wealth of Nations), entre otros. Estos autores, buscando que su trabajo fuera científico, disputan el término "racismo" y prefieren términos como "realismo de raza" o "racialismo".
Para 1954, 58 años después del caso de Plessy contra Ferguson defendiendo la segregación en Estados Unidos, las opiniones estadounidenses populares y académica sobre el racismo científico y su práctica sociológica evolucionó. En 1960 la revista científica Mankind Quarter, que algunos veían como un regreso al racismo científico, empezó a publicarse. Fue criticada por ser extremista y antisemita. La revista fue fundada en 1960, en parte como respuesta a la decisión de la Suprema Corte del caso Brown contra el Consejo de Educación que eliminó la segregación de las escuelas públicas estadounidenses.
En abril de 1966, Alex Haley entrevistó al fundador del Partido Nazi Estadounidense, George Lincoln Rockwell, para Playboy. Rockwell justificó su creencia de que los negros eran inferiores a los blancos citando un estudio largo de 1916 de G.O. Ferguson que afirmaba que el rendimiento intelectual de los estudiantes negros se correlacionaba con el porcentaje de ancestros blancos diciendo que "negros puros, negros tres cuartos puros, mulatos y quadroons [personas con un cuarto de ascendencia negra] tienen, aproximadamente, el 60, 70, 80 y 90 por ciento, respectivamente, de eficiencia intelectual blanca". Playboy publicó más tarde la entrevista con una nota editorial diciendo que el estudio fue "desacreditado [como] racional pseudocientífica para el racismo".

## Críticas por ignorar diferencias raciales hipotéticas
Steven Pinker ha dicho que es "sabiduría convencional entre los académicos de izquierda que los genes implican genocidio". Él ha respondido a esta "sabiduría convencional" comparando la historia del marxismo, que tenía la posición puesta sobre los genes a la del nazismo:
Pero el siglo XX sufrió "dos" ideologías que llevaron a genocidios. La otra, el marxismo, no tenía un uso para la raza, no creía en los genes y negaba que la naturaleza humana fuera un concepto significativo. Claramente no es el énfasis en los genes o evolución lo que es peligroso. Es el deseo de rehacer a la humanidad por medios coercitivos (eugenesia o ingeniería social) y la creencia de que la humanidad avanza a través de la lucha en donde razas superiores (raza o clases) triunfan sobre otras.
Jensen and Rushton escribieron que investigaciones han demostrado que en un grupo con promedio bajo, algunos individuos estarán por arriba del promedio de otros grupos. También argumentan que cuando la sociedad es culpada por disparidades en los logros del promedio del grupo que en vez resultan de diferencias biológicas, el resultado es pedir compensaciones del grupo menos exitoso haciendo al sentimiento del grupo más exitoso injusto, causando resentimiento mutuo. Linda Gottfredson argumenta de manera similar que negar las diferencias biológicas reales causa que la gente busque algo que culpar, resultando en hostilidad entre grupos. Ella, además, dice que "prácticamente todas las víctimas de genocidios del siglo veinte tenían relativamente alto promedio de niveles de logros". Gottfredson también ha cuestionado que un grupo con menos éxitos se beneficia de la negación u ocultación de las diferencias biológicas reales. Una sociedad cada vez más compleja basada en la suposición de que todos pueden tener el mismo éxito significa que aquellos que no tienen la capacidad tienen cada vez más problemas para desarrollarse en la mayoría de las áreas de la vida. Ellos necesitan varias formas de ayudas especiales, que no son posibles mientras la existencia de esta necesidad sea negada.